# マルスベルク
マルスベルク (ドイツ語: Marsberg, ドイツ語発音: [ˈmarsbɛrk]) は、ドイツ連邦共和国ノルトライン＝ヴェストファーレン州アルンスベルク行政管区のホーホザウアーラント郡に属す市である。ザウアーラント北東部のこの小都市は、1975年のノルトライン＝ヴェストファーレン州の自治体再編の際にオーバーマルスベルクとウンターマルスベルクおよびそれまで独立していたいくつかの町村が合併して成立した。オーバーマルスベルクには、サクソン人の最も重要な聖域であるエーレスブルクのイルミンズールが設けられていた。カール大帝によってこの聖域が破壊された後、この場所にはヴェストファーレンで最も古い修道院が建設されたが、後にコルヴァイ修道院に統合された。ニーダーマルスベルクは交易地として発展したが、政治的にはオーバーマルスベルクに依拠していた。この地域で中世初期から重要なのが銅の採掘と加工であった。19世紀には、精神病のためのヴェストフェリシャー・クリニーク・マルスベルクが設立され、健康・医療分野がマルスベルクの経済とって重要になった。

## 地理

### 位置
マルスベルクは、パーダーボルンの南約 29 km、ヘッセン州との州境から約 3 km のディーメル川の谷に位置している。街の中心部でグリンデ川がディーメル川に合流している。この街は、西のブリーロン高地、北のジントフェルト、東と南のローテス・ラント、南西のディーメルゼー自然公園の間に位置している。マルスベルクの北は、トイトブルクの森/エッゲ山地自然公園に接している。
内市街は海抜 250 m から 255 m に位置しており、マルスベルク駅も海抜 249.8 m にあるが、市域全体はヴェストハイム東側のディーメルタールの 206 m からディーメル湖のダムの東にあるアイゼンベルクの海抜 594.6 m までに広がっている。

### 市域の広がり
| 土地利用種別面積 | 農業用地 | 森林   | 宅地、空地 産業用地 | 交通用地 | 水域  | レジャー地 墓地 | その他 |
| ---------------- | -------- | ------ | ------------------- | -------- | ----- | --------------- | ------ |
| 面積 (km2)       | 89.84    | 71.10  | 9.11                | 8.66     | 1.59  | 1.38            | 1.44   |
| 占有率           | 49.3 %   | 39.0 % | 5.0 %               | 4.8 %    | 0.9 % | 0.8 %           | 0.8 %  |

### 隣接する市町村
マルスベルクに隣接する市町村は以下の通りである:
| - バート・アーロルゼン - バート・ヴュネンベルク - ブリーロン - ディーメルゼー | - ディーメルシュタット - リヒテナウ - ヴァールブルク |

### 市の構成
マルスベルクは17の市区 (ドイツ語: Stadtbezirk) からなる。

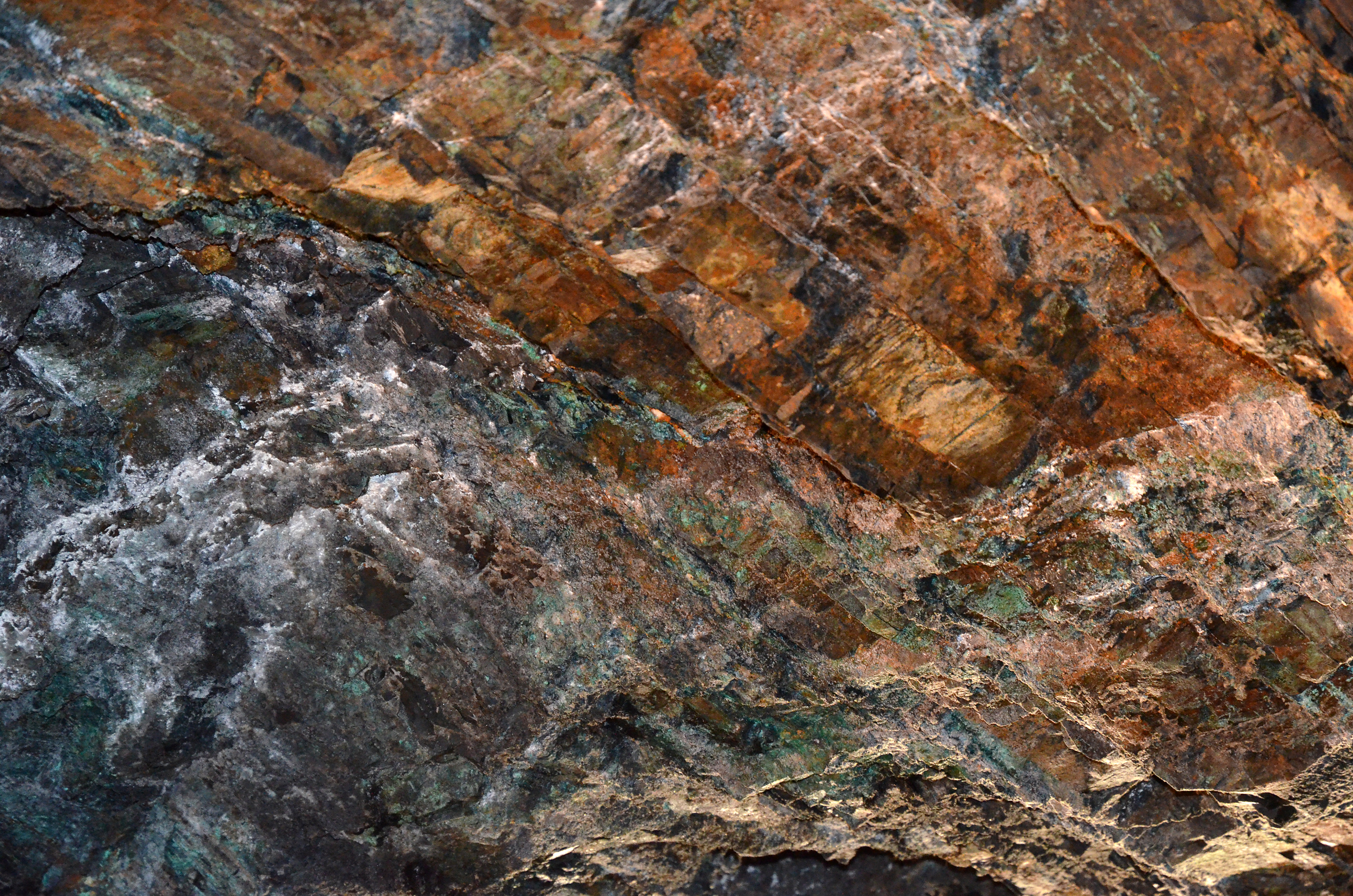
キリアン坑の岩層

| - ベーリングハウゼン - ボルントステン - ブレーデラー - カンシュタイン - エルリングハウゼン - エッセントー | - ギールスハーゲン - ヘディングハウゼン - ヘルミングハウゼン - ライトマー - メールホーフ - ニーダーマルスベルク | - オーバーマルスベルク - エスドルフ - パドベルク - ウードルフ - ヴェストハイム |

### 地質学
マールブルクはライン・シーファー山地、ヘッセン低地、ミュンスターラント盆地が接する場所に位置している。このため複雑な地質構成状態の上に位置している。マルスベルクの最も古い岩層はデボン紀に形成された。デボン紀の堆積物は赤色、灰色、緑色が層をなした粘土岩で構成されている。その上に石炭紀前期の黒い粘土層（水平の明礬層）がある。この層はマルスベルク地域では大部分が銅の産出と関わっている。石炭紀後期の多くの部分が硅化された石灰岩や粘土岩である（クルム＝キーゼルカルケ、クルム＝キーゼルシーファー）。より新しい岩石では、硅化の程度は低い。暗い灰色の層をなした粘土岩（クルム粘土岩）が堆積し、いくつかの箇所では大量の貝殻 (Posidonia becheri) を含んでいる。砂の層が次第に増加することにより、石炭紀前期終盤から石炭紀後期の岩は灰色の粘板岩と軽く細かい砂岩が交互に蓄えられていることで見分けることができる。こうした岩層は、たとえば見学鉱山キリアン坑で明らかである。
石炭紀後期終盤に現在のライン・シーファー山地全域が、バリスカン造山運動によって隆起し、褶曲した。
バリスカン造山運度による隆起後、赤底統（ペルム紀前半）に乾燥した気候条件下で平地化が始まった。苦灰統にマールブルク周辺地域は、北から進出してきた海に浸り、平たい石灰岩が堆積した。その後の乾燥した気候条件により苦灰統の海の周辺地域は繰り返し干上がった。硫酸塩の岩石（石膏や硬石膏）および粒の細かい陸の堆積物は、堆積条件の変化を示している。苦灰統には、少なくとも4回マルスベルク地域に海が進出したことが判っている。これに続くブンター統には徐々に湿った気候になり、砕屑状の堆積物（砂岩と粘土岩）が沈殿した。こうした土地は、現在マルスベルク東側のヘッセン低地に広がっている。
白亜紀後期の初めまでにマルスベルク周辺地域は大陸となった。白亜紀の海は、約1億年前に北海方面からライン・シーファー山地の縁にまで進出した。これにより平らな石炭紀の岩（泥灰岩や石灰岩）は沈殿し、現在エッセントー - ヴュネンベルクを結ぶラインの北で見ることができる。白亜紀後期最終盤には新たな造山運動がこの地域で起こり、岩層の擬態が生じている。この時期にライン・シーファー山地の新たな隆起が始まり、山に川谷が刻まれた。第三紀には岩石は湿潤で温暖な気候の影響を受けて地中深くまで風化した。特に石灰岩は一部カルスト化し、数多くのポノールが生じた。たとえば、エッセントー近郊のいわゆるエンテン洞窟群などである。石灰岩や泥灰岩の脱石灰化によりホッテンシュタインが生じた。
第四紀にスカンジナビアの氷塊がマースベルク地域に達することはなかった。この地域は、ミュンスター盆地にあった氷河先端の前に位置していた。間氷期には川が山地を深く刻み、氷期には明瞭な砂利のテラスが形成された。
現代までに、造山活動、侵食、堆積が続いた。最も新しい堆積物は、マルスベルク周辺地域では完新世のトゥファである。たとえば、パウリーネン泉周辺、ディーメルアウエの低湿地、人によって造られたボタ山、特にマルスベルク近郊の含銅粘板岩採掘のボタ山がある。

## 歴史

### 古代
現在のオーバーマルスベルク地域は、防衛し易い山の平らな部分に位置している。侵入しやすいのは南の鞍部を通る方法だけであった。人の存在を示す最初の痕跡は、紀元前14000年頃のものである。紀元前4000年から紀元前3000年頃から、ミヒェルスベルガー文化の陶製品が創られるようになった。当時、山上には、早くも旧石器時代の集落が形成されていた。この他にローマ時代以前の鉄器時代の防衛施設の発掘も行われた。

### 中世初期
文字で記されたこの集落の歴史はザクセン時代にまで遡る。フランク人の記録では、この集落は Eresburg と記述されている。この施設は、ザクセン人の重要な避難城砦であり、ティートマール・フォン・メルゼブルクによれば、この部族の最も重要なイルミンズールの聖域があった。しかしこの記述に対する考古学的証拠は現在まで発見されていない。このイルミンズールが、カール大帝がこの集落をザクセン戦争の最初の目標にした理由であったと推測される。772年にこの施設は征服され、柱（イルミンズール）は破壊された。その後ザクセン人が奪い返し、776年に3度目の征服でフランク人の手中に収まった。おそらくカール王は785年にこの城を縮小した。城域の北東に最初の教会である聖ペーター教会とヴェストファーレンで最初期の修道院の1つであるオーバーマルスベルク修道院を建設した。この修道院を中心に周辺地域がキリスト教化されていった。現代に遺る伝承によれば、この教会は教皇レオ3世によってパーダーボルンでの帝国会議出席の旅の途上に聖別された。Eresburg は時には皇帝の宮廷にもなった。カールは、785年に数ヶ月間、家族と共にここで暮らした。
ルートヴィヒ敬虔王は修道院とその財産をコルヴァイ修道院に移管・統合した。独自の修道院に替えて修道院長代理管区が設けられた。城の麓にオーバーマルスベルクの集落が発展した。この修道院長代理は、後にオーバーマルスベルクの司祭を兼ねた。
おそらく915年以前に、この城はザクセン公ハインリヒの所有となった。この頃、この城を足場として有したザクセン人は、隣接するエーバーハルト・フォン・フランケンに勝利した。オットー1世王とその異母兄タンクマールとの間の戦いは、938年にマルスベルクの修道院教会で終結した。タンクマールは教会の横の窓から投げられた槍によって祭壇前で殺害された。
1036年に廃位されたケルンテン公アダルベロが3年間この城に捕らわれていた。
この地域の重要性は、銅の産出と、この付近で広域交易路の「ヴィア・レギア」とローマ街道が交差していたことによる。ここにホルフーゼン集落（Horhusen、現在のニーダーマルスベルク）が発展した。ルートヴィヒ幼童王は900年にコルヴァイにホルフーゼンで市場を開催し、関税を徴収し、貨幣を鋳造する権利を与えた。表向き962年に作成されたオットー1世による文書は、この村におけるドルトムントの商人の権利とコルヴァイの占有権を認めた。実際にはこの文書は11世紀の偽書であるとされている。

### 中世盛期から後期
マルスベルク城は、おそらく貴族家の所有になったに違いない。いずれにせよパーデベルク伯廃止後の混乱の中、この城は、1113年にコルヴァイ修道院長の要請に基づきアルンスベルク伯フリードリヒによって破壊された。コルヴァイ修道院長は、1144年以後にこの城を再建した。オーバーマルスベルクの住民は修道院長に対して蜂起し、アルンスベルク伯に助力を願った。コルヴァイ側はシュヴァーレンベルク伯の協力で自らの立場を主張した。1150年、王の文書によりコルヴァイの所有権が確定した。しかし城自体は1145年にアルンスベルク軍によって破壊されていた。
12世紀第1四半期のコルヴァイの土地台帳は、ホルフーゼンの重要性を比較的大きく扱っている。この集落には、2つの教区教会、2つの礼拝堂、3つの水車があった。最も古い教会はディオニシウス教会であったが、後に倒壊した。2つめの教会が1036年から1046年の間に献堂された聖マグヌス教会であった。住民数は、750人から900人の間であったと見積もられている。ホルフーゼン家の都市貴族がコルヴァイ修道院長の代官を務めた。代官は都市組織の形成に貢献はしなかった。住民には、商人の他に、織布業、冶金・金属加工業者がいた。コルヴァイは1150年に近郊の鉱山で銅を採掘する権利を王から保証された。
ハインリヒ獅子公が失脚し、ヴェストファーレン公領がケルン大司教領となった1180年以後、コルヴァイに属していたマルスベルクはケルン領にほぼ囲まれる形となった。1196年には、コルヴァイ自身がケルンの保護下に置かれた。

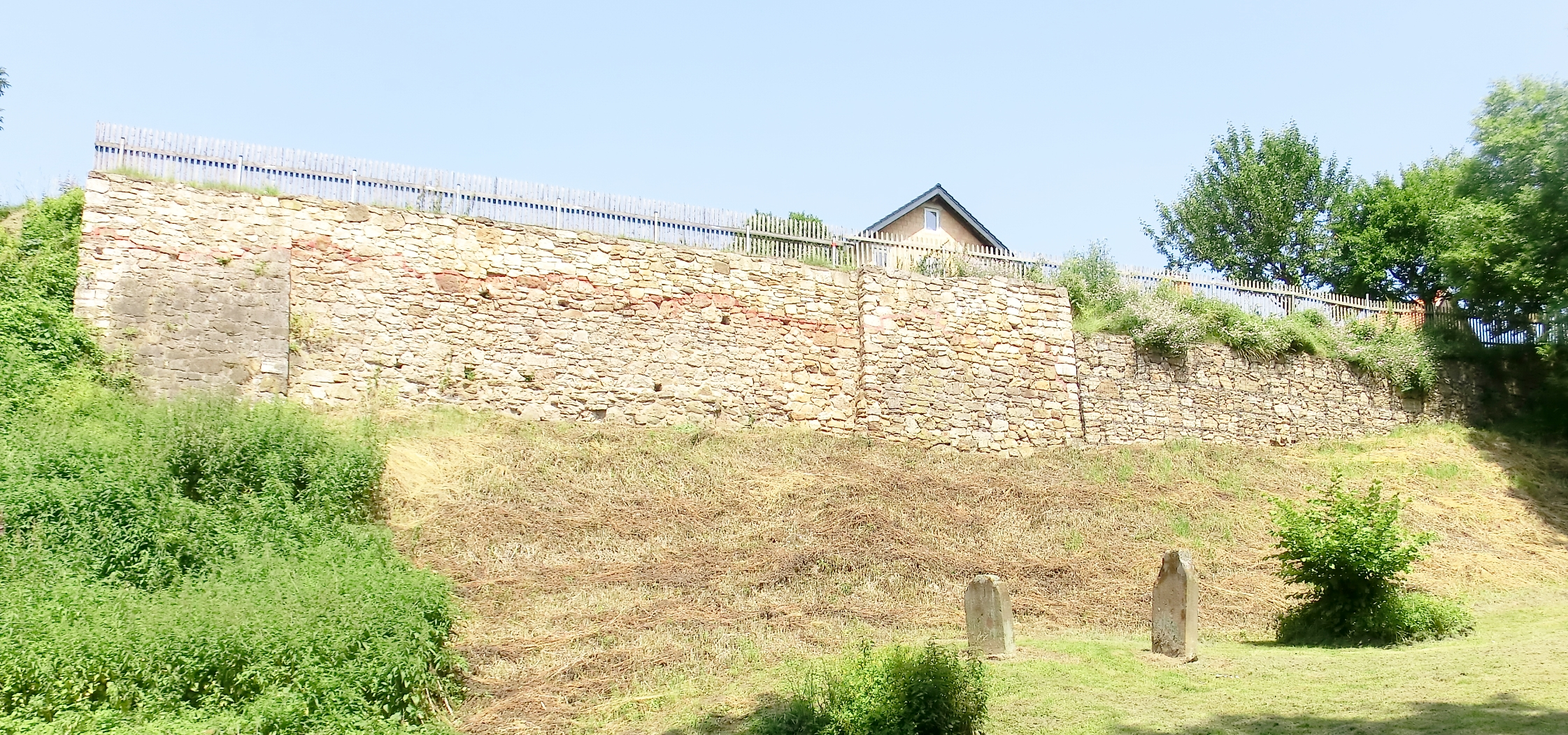
オーバーマルスベルクの市壁跡

ホルフーゼンでは、コルヴァイ修道院長に替わって都市伯を置いていたパーダーボルン司教に対する紛争が起こった。コルヴァイは、1208年に最終的にパーダーボルンからの治外法権を得た後、オーバーマルスベルクの修道院長代理管区についても同様の独立を求めた。1220年頃、ケルン大司教の勧めにコルヴァイ修道院長も同調し、多くの住民が（家を有していた住民も）、ニーダーマルスベルクからオーバーマルスベルクに移住した。この頃オーバーマルスベルクに市壁が設けられ、古い修道院教会の近くにニコライ教会の建設が始まった。1222年以降都市権が存在し、1229年以前にはすでに12人の consules（議員）と proconsul（市長）からなる参事会が構成された。議会には市民の他に騎士階級出身者も含まれた、1231年から市の公用印も使われた。
ケルン大司教エンゲルベルト1世は、ヴェストファーレン公としての立場からこの街を公然と臣下とした。この司教の死後コルヴァイはケルンの所有に対して異議を申し立てた。しかし1230年にはオーバーマルスベルク市の半分をケルン大司教ハインリヒ1世フォン・ミュレンアルクに委ねなければならなかった。貨幣鋳造権も分割された。その後、オーバーマルスベルクおよびニーダーマルスベルクはコルヴァイとケルン大司教領の二重支配となった。この街はやがて、隣接するヴァルデック伯に対するケルンの重要な防衛拠点に発展していった。1322年頃、都市城砦が建設された。しかしその重要性は、1342年頃にカンシュタイン城が建設されたことで急速に低下した。1507年、ベネディクト会修道院長代理管区を除き、全市がケルン選帝侯領となった。ただし教会法上この地域は、修道院長代理管区を除いて、パーダーボルン司教に属した。
ニーダーマルスベルクは独立した町であった。この町は防壁で護られ、14世紀からは「Stadt（都市）」と表記されていたが、オーバーマルスベルクの下位に置かれていた。下町には小さな商店ばかりがあり、住民には参政権が与えられていなかった。集落の北西端にはコルヴァイの城砦があった。

### 近世
おそらく1540年代以降、近隣ですでにプロテスタント化されていたヴァルデックの後押しもあり、マルスベルクに宗教改革の影響が及んだ。宗教改革と関連して、1539年に市の指導者に対するツンフトの暴動が起こった。これは選帝侯ヘルマン5世フォン・ヴィートによるギルトやツンフトの一時的な禁止をもたらした。コルヴァイは長らくカトリックの司祭を任命することができなかった。ケルン選帝侯領内の宗教改革を行おうとして失敗した大司教ゲプハルト1世フォン・ヴァルトブルクの退位後エルンスト・フォン・バイエルンが対抗宗教改革を始め、フェルディナント・フォン・バイエルンがこれを強化した。再カトリック化は長く続いた。1615年には多数派のルター派参事会員が退陣させられ、1630年頃にはプロテスタントの家族は市にわずかしかいなくなった。多くのルター派に共感する（しばしば家屋を有する）住民の流出は、著しい経済的衰退を招いた。
マルスベルクは、1612年から1613年に地域的なペストの流行で大きな損害を被った。5ヶ月間で1200人が命を落とした。

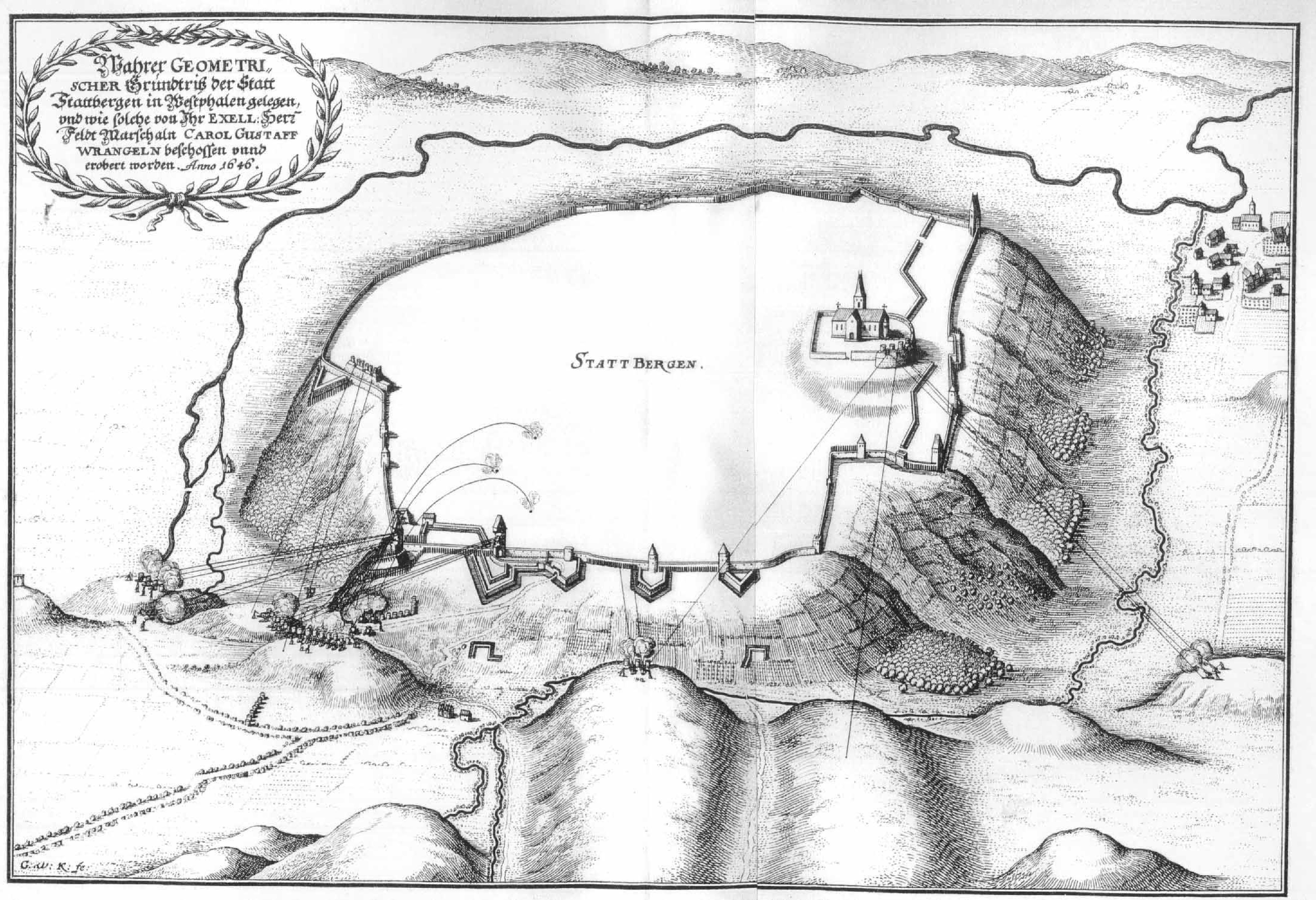
1647年に出版されたマテウス・メーリアンの銅版画に描かれた三十年戦争のオーバーマルスベルク攻城戦

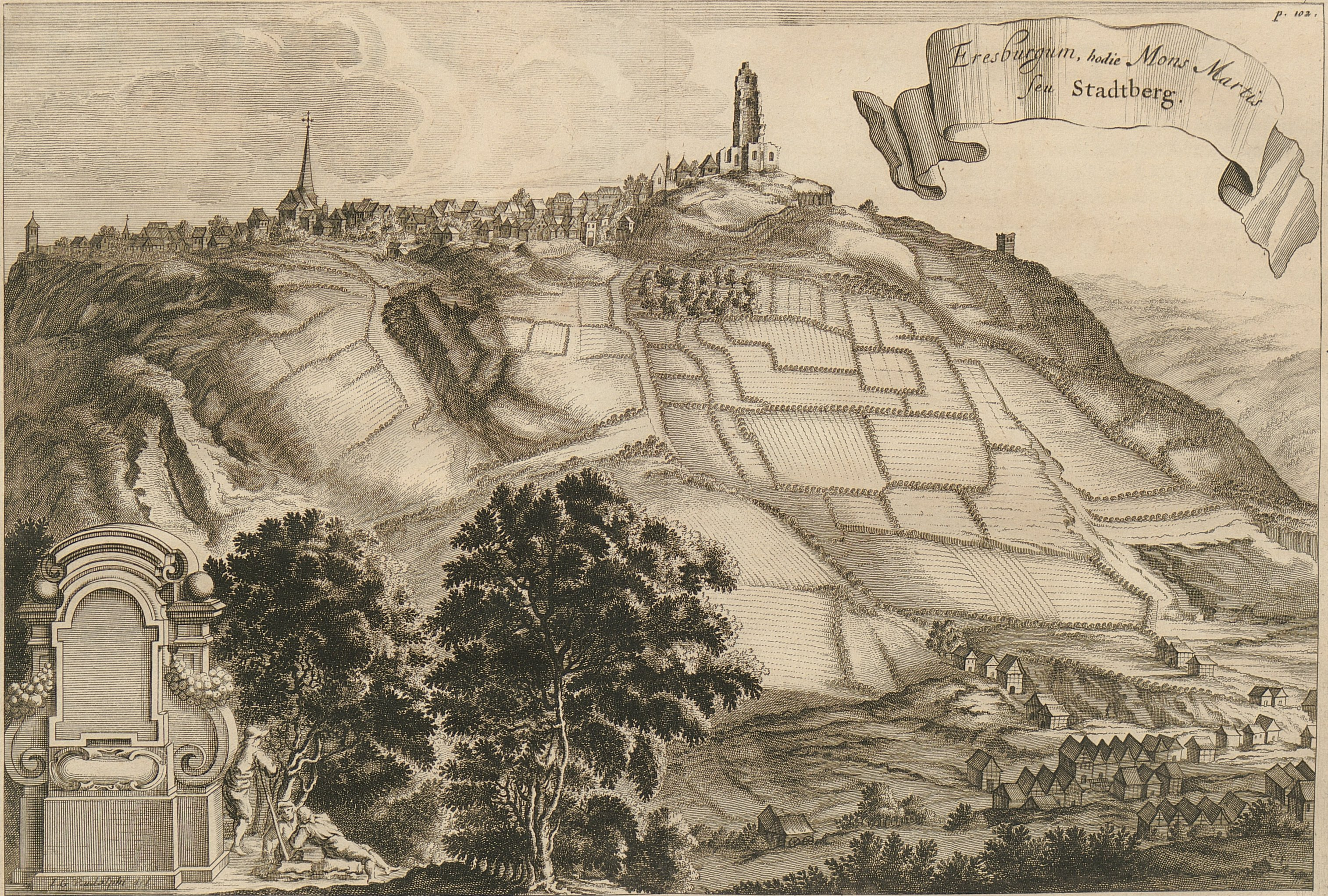
1670年頃のエーレスブルクとマルスベルク

三十年戦争でオーバーマルスベルクは常に皇帝軍の防衛拠点であった。1632年以降ヘッセン軍が何度もこの街を占領しようとしたが成功しなかった。しかし、市壁や数多くの建物が大きな被害を受けた。近隣の多くの製鉄所や鍛造所が破壊された。マルスベルクは1646年に、スウェーデンのウランゲル将軍の軍勢の砲撃を受け、占領され、10日間にわたって略奪を受けた。その後街は放火され、修道院教会は爆破された。この破壊の結果、オーバーマルスベルクの重要性は著しく低下した。多くの住民がニーダーマルスベルクに移住した。こうした理由からオーバーマルスベルクの旧市街は、古い姿を色濃く遺している。住民の中心は、ディーメル川の谷にあるニーダーマルスベルクに移った。
1781年、マルスベルク全体の人口は 400戸を超え、ヴェストファーレン公領ではゲーセケに次ぎ、ブリーロン、ヴェルルとならぶ領内最大規模の都市の1つとなった。当時宮廷都市のアルンスベルクはわずか 252戸であった。内部では、政治に参加できるのは少人数のサークルに制限されていた。参事会員の選挙は行われず、交替する場合は元の会員が新しい会員を指名した。
ウンターシュタットの住民たちはオーバーシュタットの参事会による支配要求から脱することはできなかった。19世紀初め、旧ベネディクト会修道院長代理管区が廃止された。1808年、ヘッセン領であった時代にニーダーマルスベルクはオーバーシュタットから完全に分離された。1827年、プロイセン王国ヴェストファーレン州の一部となり、司法区役場はオーバーシュタットからウンターシュタットに移された。

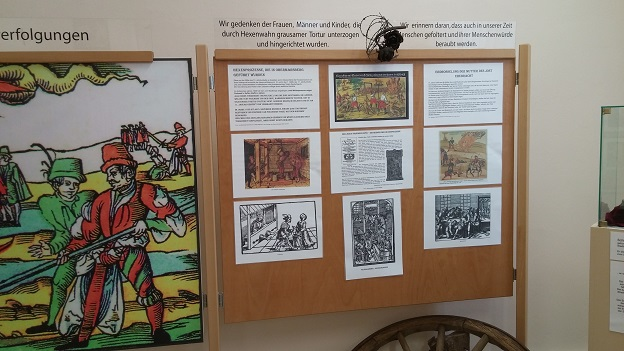
マルスベルク博物館の魔女狩り犠牲者の展示

### 魔女狩り
ヴェストファーレン公領の他の地域と同じように、現在のマルスベルク市の市域においてもかなりの数の魔女狩りが行われた。パドベルクだけで、1588年から1590年までに9人、1592年から1602年までに4人が起訴された。1648年から1650年にも、エッセントーのクネ・コルデス他1名の魔女裁判が行われた。カンシュタインの魔女裁判では1656年から1658年までに9人の女性が処刑された。それ以外の11人の末路が不明である。ヴェストファーレン公領では1628年から1630年に迫害がピークに達し、マルスベルクでも相当数の事例が判明しているが、確実な数字は判っていない。1598年から1630年にマルスベルクで6人が魔女裁判にかけられたことは確かである:
- 1598年: ヨーゼフ・エーエブレヒトの母親[18]
- 1629年: 鍛冶屋クルト・ピックハルトの娘[19]
- 1629年: 女性、拷問により死亡[19]
- 1630年: ライニケン・ヨハン[19]
- 1656年: 少女[16]
- 年号不明: 帽子職人[20]

マルスベルク市の郷土博物館には、魔女裁判の犠牲者の記念スペースがある。

### 19/20世紀

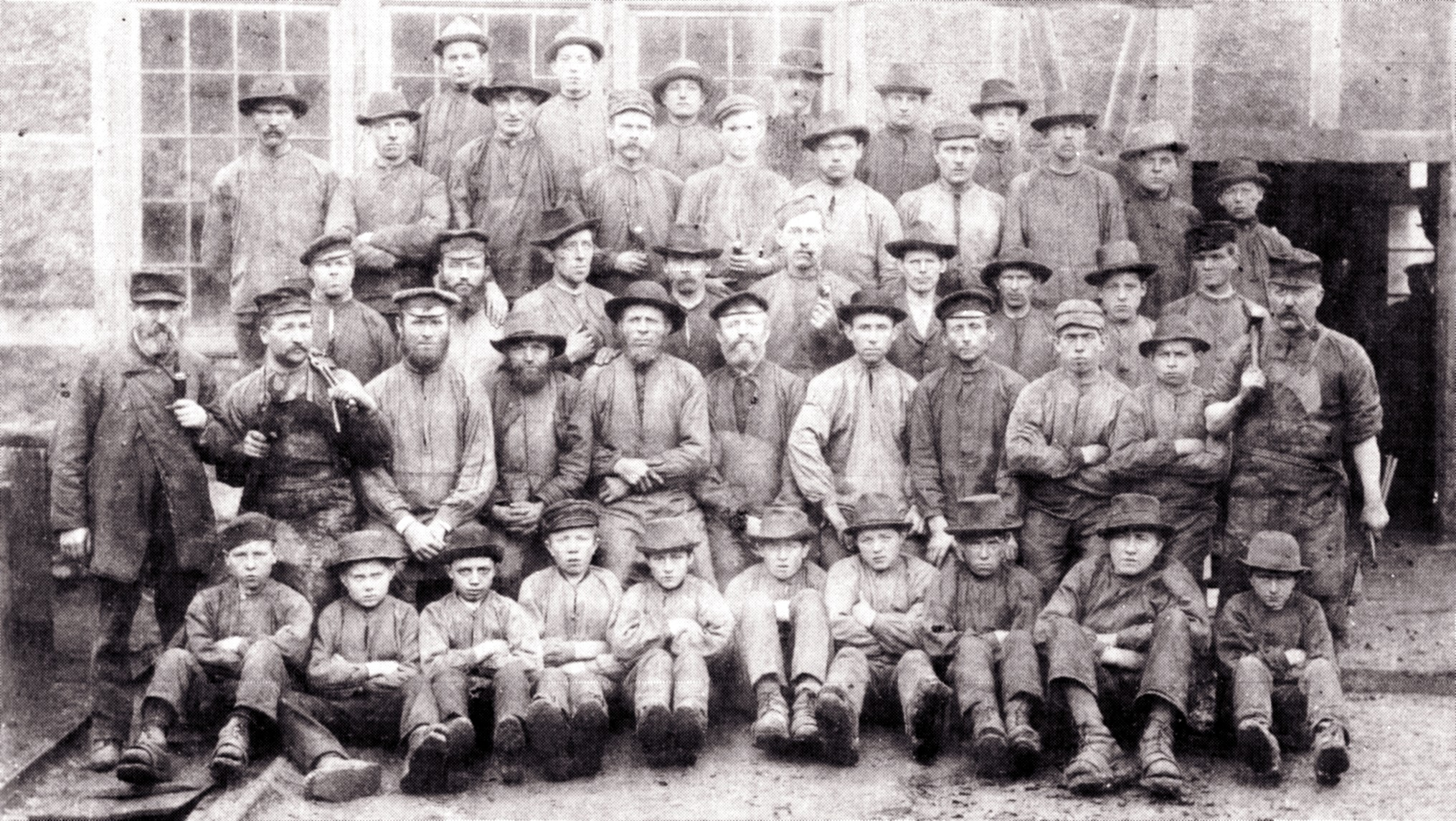
シュタットベルガー鉱山労働者組合の坑夫

ニーダーマルスベルクは、特に産業の発展により重要性を増していった。ガラス製造の他に重要であったのは、銅の採掘と加工であった。これは社会構造に大きな影響を及ぼした。工場や鉱山の周辺の村では農業と工業が混在した。そこには小さな農地を持ちながら工場や鉱山で働く人が多く住んでいた。これに対して、少し離れた村では純然たる農業が主体であった。ギールスハーゲンでは、1882年には労働人口の 38 % 以上が鉱山労働者であった。被雇用者は全体の 44 % であった。一方専業の農業従事者も 29 % 暮らしていた。通勤者の町パドベルクでも同様であった。1892年のギールスハーゲンでの調査では、調査対象となった119人の内 30 % が、いざとなれば食べてゆけるだけの土地を所有していた。残りのほとんどの人が、1軒の家と1から2モルゲンの土地を有し、ヤギか雌牛を飼っていた。7人だけが一人暮らしで、土地を持っていなかった。構造・経済危機の結果、収入の道が途絶えた。1889年にルール地方で大規模な鉱山労働者のストライキが起き、マルスベルク地区でもストライキが行われた。1年後に新たな労働争議が起こった。1892年のギールスハーゲンとその周辺地域でのストライキは数週間続いた。鉱山労働者の大部分は、特に世紀が変わって以後、キリスト教鉱山労働者連合に加盟した。1906年、ブリーロン郡とメシェーデ郡で、調整上の賃金変動が起こった。この時、マルスベルクの銅産業の会社では、労働組合の統制が効かないまま数ヶ月に及ぶストライキが行われた。経営者側の反組合的措置は一時的に状況を深刻化させた。
政治的には、マルスベルクは、帝国時代にはカトリック住民が多数で、ヴァイマル共和政の初めまで中央党が優勢であった。共和制で初めての1920年の国会議員選挙では、中央党がほぼ 75 % の票を獲得した。「マルクス主義の政党」の得票率は合計でも 14 % 程度 (SPD 7.76 %、USPD 6.17 %) であった。市民政党 (DNVP、DVP、DDP）は、合計 11.17 % の票を得た。1928年の国会議員選挙までに中央党の集票力はやや衰えた。それでもこの選挙で中央党は 60.79 % の票を獲得した。左派政党（KPD と SPD 合わせて 7.33 %）は市民政党 (11.46 %) よりも支持を減じた。これに対して強かったのが様々なミニ政党や利害に特化した政党であった (20.42 %)。特にミニ政党は、共和制末期には明らかに NSDAP に移行していった。NSDAP は1933年3月の国会議員選挙で 26.31 % の票を得た。中央党は 60.72 % であった。左派 (SPD、KPD) はわずかに 7.76 % であった。市民政党は 4.9 % であった。
国家社会主義の時代、マルスベルクは安楽死プログラムの殺処理の執行地となった。聖ヨハネス修道院は「遺伝的・資質的な重度疾患の学術的究明に関する帝国委員会」の「小児専門部局」となった。その後数か月間で約50人の子供や青年がここで殺害された。住民に動揺が広がったため、1941年に「専門部局」は閉鎖された。この部局は、アプラーベック（現在はドルトムント市の市区）の病院に移された。
1940年から連合軍爆撃機は、ニーダーマルスベルクの町域に数発ずつの爆撃を何度も繰り返した。この攻撃には、実際の効果はなかった。1944年10月13日、12機のライトニング型戦闘爆撃機がこの街の鉄道施設に20発の爆弾を投下した。この攻撃で大きな被害はなく、爆弾5発は不発であった。さらに1945年2月4日と22日に、低空飛行による攻撃が行われた。3月14日には激しい空爆により鉄道施設、工場、住居が被害を受けた。鉄道のディーメル橋も大きく損傷した。鉄道路線は不通となった。続く3月19日の攻撃で鉄道のディーメル橋は完全に破壊された。最後の大規模な空爆であった3月12日には、約120発の爆弾が投下され、この内23発が不発であった。駅とその周辺は激しく破壊された。国防軍の高射砲小隊も大きく破壊された。3人の兵士が死亡し、7人が負傷した。ニーダーマルスベルクへの空爆では、14歳の若者が死亡し、多くの人（その多くは外国人労働者であった）が負傷した。
3月28日、ニーダーマルスベルク近郊で、防衛のために武装親衛隊の一団が進行してくるアメリカ軍の前に移動した。ガウ指導者の命令で国民突撃隊が放射道路にバリケードを造らされた。3月29日、アメリカ軍の先頭がオーバーマルスベルクから下りてきた。ここにはバリケードは設けられていなかった。多くの家には白いタオルが掲げられていた。住民の多くは銅鉱山の坑道や森の中に逃げ込んでいた。武装親衛隊の伍長は、アムトハウス前からジープに搭載した対戦車砲でアメリカ軍の隊列の先頭に砲撃を行った。4人のアメリカ軍兵士が死亡した。アメリカ軍兵士は、ディーメル橋周辺に向けて射撃を開始した。武装親衛隊はマルスベルクから敗走した。ヴェストハイムの国民突撃隊員の小集団が投降した。翌日、戦車を含む大きな部隊が東側から押し寄せてきた。多くの家屋が兵士や捕らわれていた元捕虜のために接収された。
第二次世界大戦でニーダーマルスベルクの住民258人が死亡した。その多くは、東部戦線で兵士あるいは捕虜として亡くなった。

### 市町村合併
マルスベルク市は、自治体再編に伴い、1975年1月1日にそれまで独立していたニーダーマルスベルク市、オーバーマルスベルク市およびベーリングハウゼン、ボルントステン、ブレーデラー、カンシュタイン、エルリングハウゼン、ギールスハーゲン、ヘディングハウゼン、ヘルミングハウゼン、ライトマー、パドベルク、ウードルフが合併して成立した。さらに旧ビューレン郡アムト・ヴュネンベルクのエッセントー、メールホーフ、エスドルフ、ヴェストハイムがこれに加わった。

## 住民

### 宗教

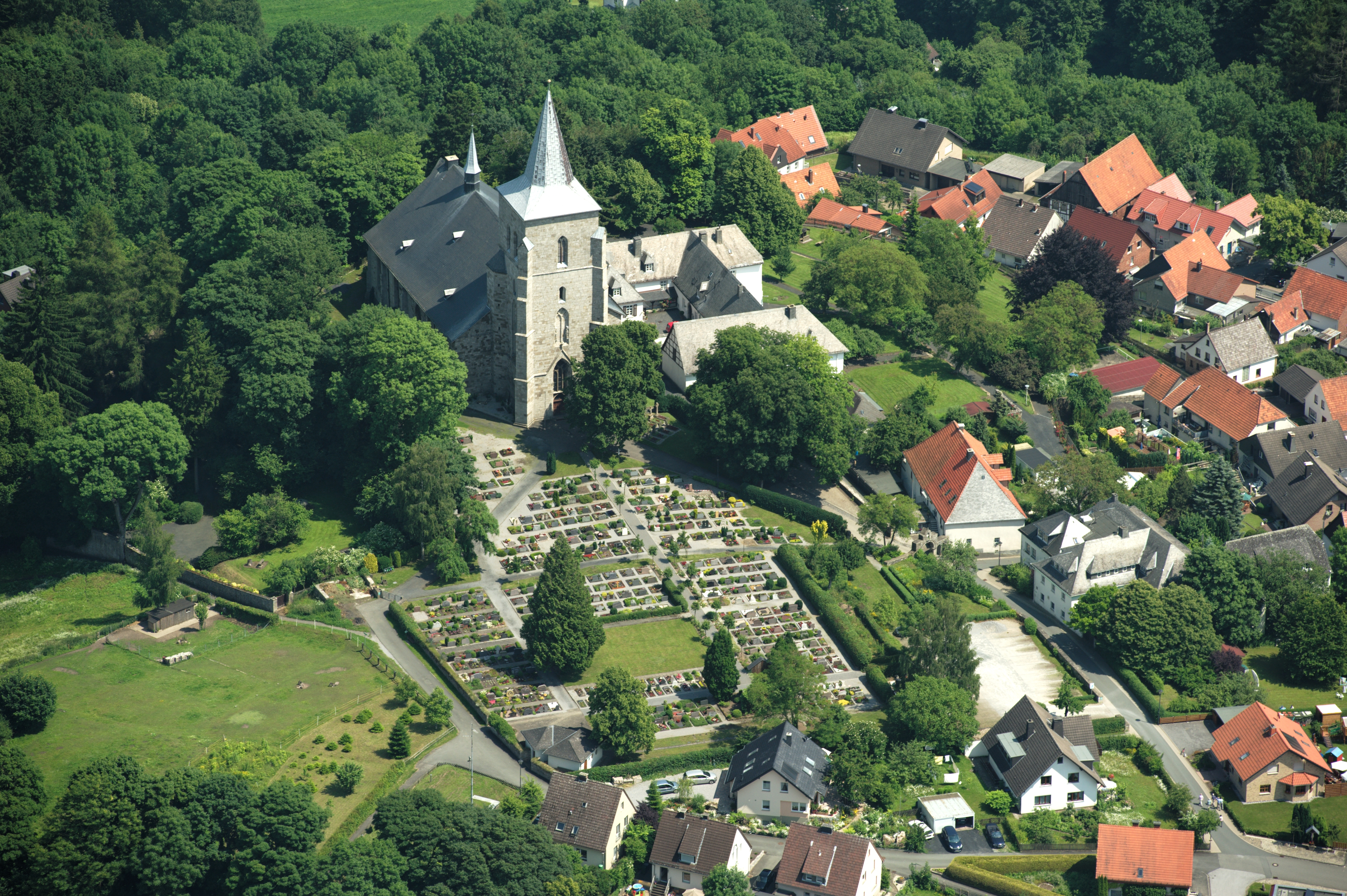
オーバーマルスベルク修道院教会

8世紀末に創建されたオーバーマルスベルク修道院は、ヴェストファーレンで最も古い修道院の1つであり、この地域のキリスト教化に大きく貢献した。12世紀に現在の市域にブレーデラー修道院が設けられた。13世紀にはマルスベルクにベギン会教団が存在した。マルスベルクでは16世紀に近隣のヴァルデックから宗教改革が浸透していった。対抗宗教改革の結果、この地域は再びカトリックが優勢となった。18世紀にはカプチン会マルスベルク修道院が設立された。この修道院は世俗化に伴い廃止された。
現在、ニーダーマルスベルクの聖マグヌス教会、オーバーマルスベルクの聖ペーターおよびパウル教会、エルリングハウゼンの聖フィトゥス教会が属すマルスベルク＝ミッテ司牧連合が形成されている。この連盟は、ホーホザウアーラント東部首席司祭区に属している。
現在の市域で、ユダヤ人は重要な少数派であった。ニーダーマルスベルクには、1844年に少なくとも107人のユダヤ人が住んでおり、13人の子供がユダヤ人学校で学んでいた。ニーダーマルスベルクのシナゴーグは1849年に焼失し、1856年までに別の場所に新たに建てられた。19世紀半ば以降、パドベルクとニーダーマルスベルクには全国的に有名なシナゴーグ組織があった。これらの組織は、それぞれ近隣村落のユダヤ住民のケアを行った。ニーダーマルスベルク付近では、ニーダーマルスベルク、オーバーマルスベルク、ヘディングハウゼンにシナゴーグがあった。現在も、パドベルクの旧シナゴーグや、ベーリングハウゼン、ニーダーマルスベルク、エッセントー、ヘディングハウゼン、オーバーマルスベルクのユダヤ人墓地にユダヤ人の生活の痕跡を見ることができる。1938年11月の迫害運動によりニーダーマルスベルクのシナゴーグは荒らされ、冒涜された。この建物は第二次世界大戦後映画館やディスコに利用された。殺害されたユダヤ人市民を追悼するために、2009年に芸術家グンター・デムニヒによりストルパーシュタイン（躓きの石）が設置された。
19世紀になると、福音主義のキリスト教徒が再び増加した。教会設立の努力は1840年代にまで遡り、マルスベルクは1860年代にブリーロンの教会の支部となり、1878年に独立した教会が設立された。第二次世界大戦後の難民の流入により福音主義信者は増加している。
現在、住民の 70 % がカトリック、19 % が福音主義、11 % がその他の宗教または無宗教である。DITIBのYeniモスクもある。

### 人口推移
- 1975年: 22,590人
- 1985年: 21,517人
- 1990年: 21,124人
- 1995年: 23,058人
- 2000年: 22,475人
- 2005年: 21,875人
- 2010年: 20,800人
- 2015年: 19,968人[35]

人口統計学的発展の予想では、近い将来 1 - 2 % の人口減少が仮定されている。これはホーホザウアーラント郡の平均値とほぼ同等である。

## 行政

### 議会
マルスベルク市の市議会は、34議席からなる。

### 紋章、印章、幟
マルスベルク市は1977年3月24日付のアルンスベルク行政管区長官の文書により紋章、印章、幟の使用を認可された。
紋章の図柄: 赤地に金色の A の文字
解説: マルスベルク市は、1909年12月20日にプロイセン王からオーバーマルスベルクに与えられた紋章使用権の権利継承者である。この紋章は、13世紀にこの街で鋳造された、守護聖人ペテロとAの文字をデザインした貨幣に由来する。
印章の図柄: Aの大文字と印章の縁に沿って、上側に STADT、下側に MARSBERG の文字。
幟の図柄: 黄色地で、やや旗竿寄りに市の紋章。長辺に沿ってそれぞれ等幅の赤、黄、赤のストライプ。

### 姉妹都市
- リレ（フランス語版、英語版）（フランス、パ＝ド＝カレー県）1967年[39]
- アウデンブルフ（オランダ語版、英語版）（ベルギー、ウェスト＝フランデレン州）1978年[40]

アウデンブルフとの姉妹都市関係は、エッセントーと Ettelgem の2つのスポーツクラブの交流に由来する。

## 文化と見所

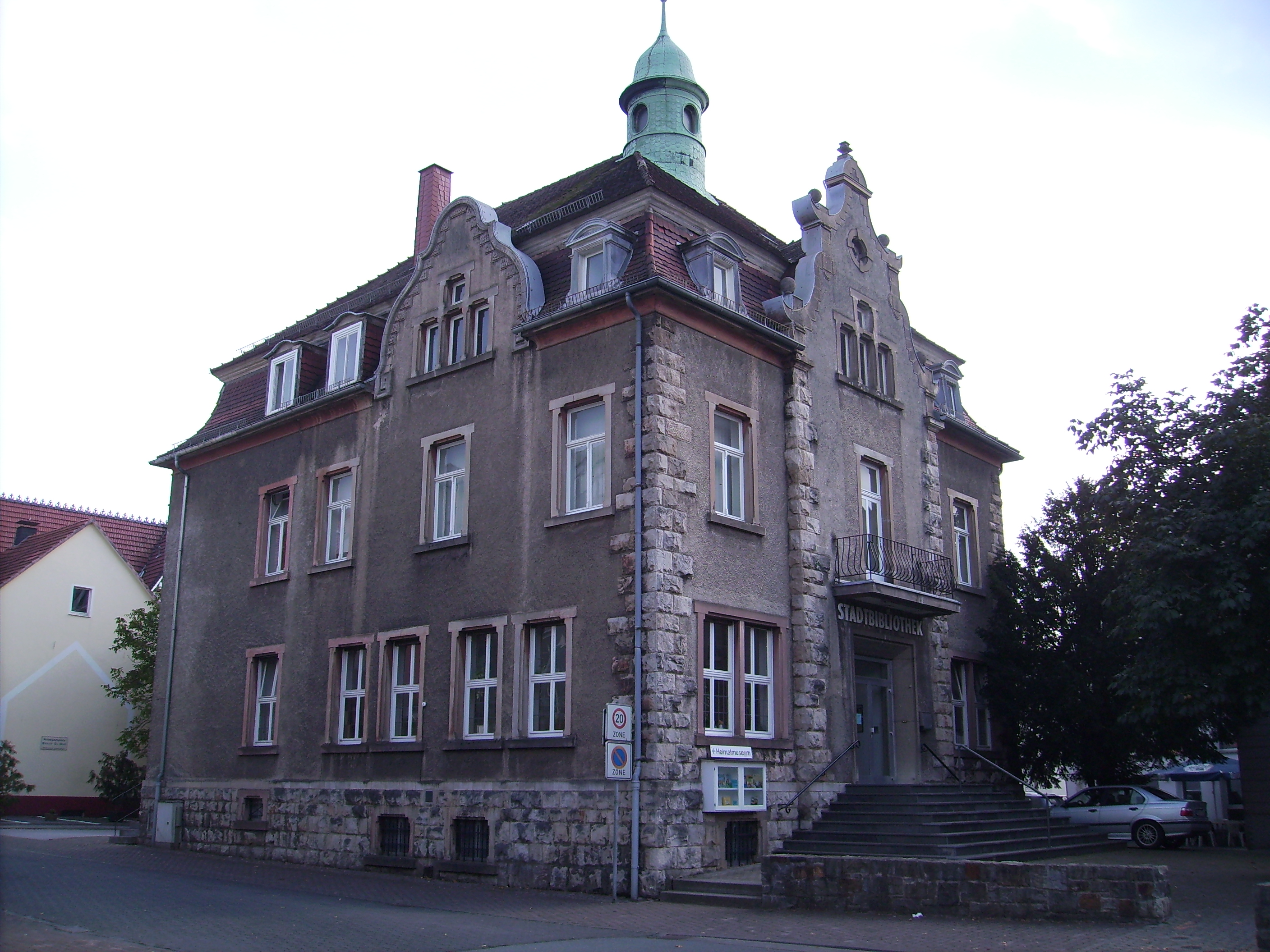
マルスベルク郷土博物館

### 博物館
マルスベルクには郷土博物館が存在し、地理、先史時代や古代史、オーバーマルスベルクおよびニーダーマルスベルクの歴史を紹介している。パーペン・ウント・ラレンツ彫刻工房の作品や神具、民具も見ることができる。見学鉱山キリアン坑は、地質学と銅採掘について概要を学ぶことができる。

### 建築

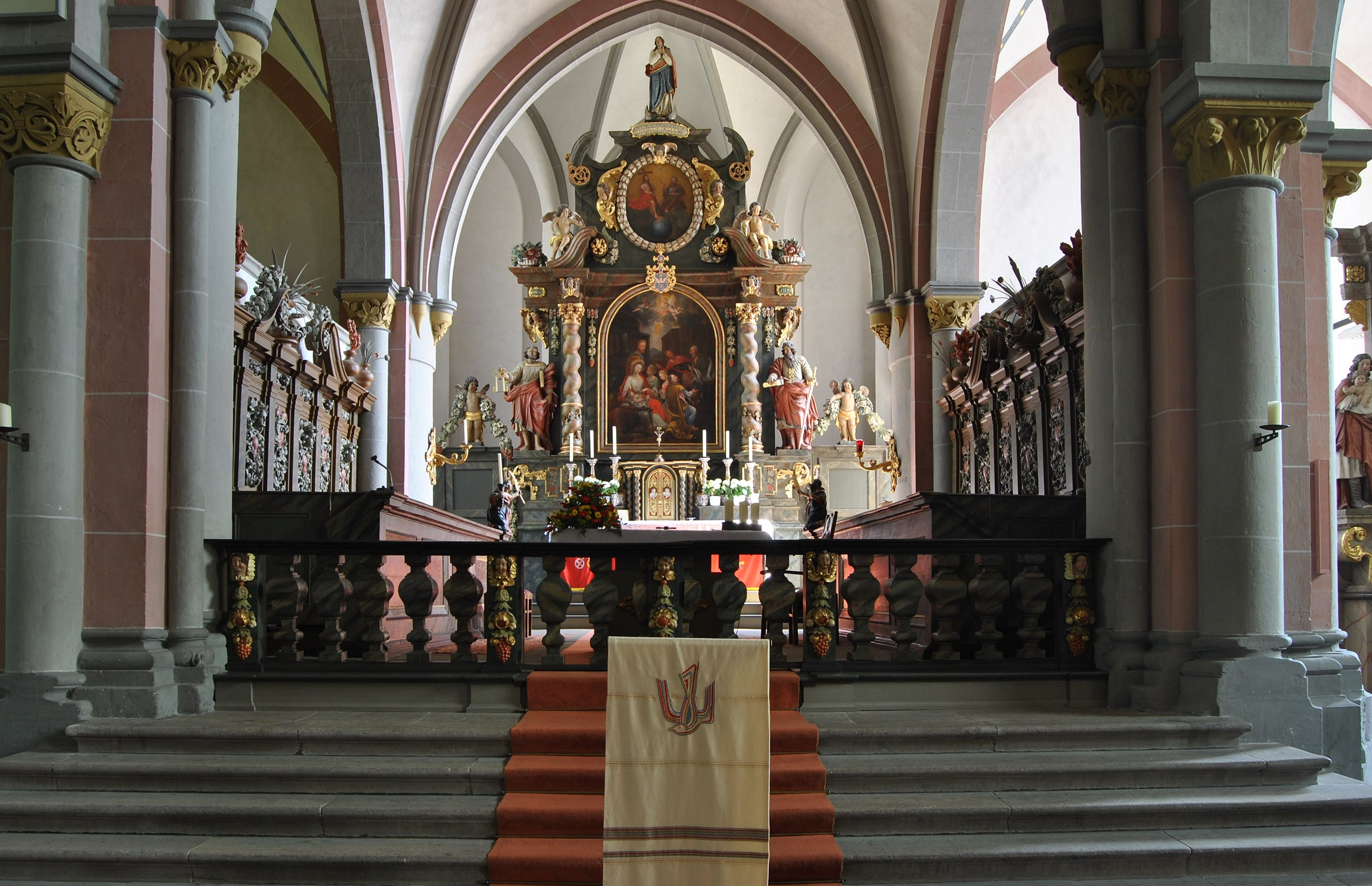
修道院教会の内陣

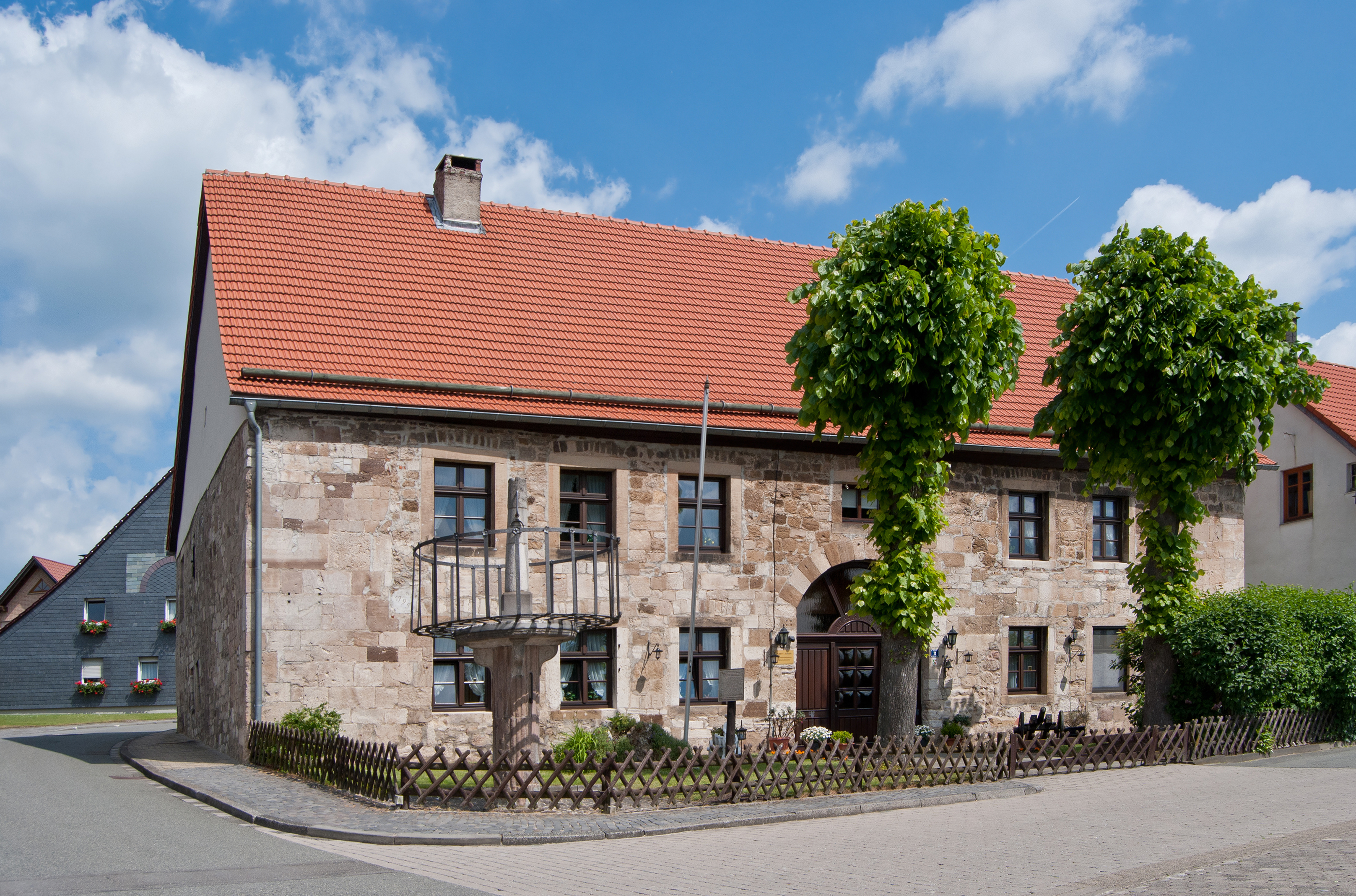
オーバーマルスベルク旧市庁舎

オーバーマルスベルクの旧市街は全体が見応えある。ここには重要な建築文化財の一群が保存されている。
そのなかでも聖ペーターおよびパウル修道院教会を含む修道院施設は格別である。カール大帝時代の最初の教会は1230年に焼失し、三廊式ロマネスク様式のハレンキルヒェが建設された。この建物は1313年に落雷にあい、1332年に改めて修復された。印象的なのは堅牢な正方形の西塔である。三十年戦争の間、1646年にこの教会は一部が爆破された。再建後、内装調度はハインリヒ・パーペンとクリストフェル・パーペンの工房がバロック様式で整えた。バロック様式のオルガンはその一部である。旧修道院部分への入り口は、1759年製の聖ベネディクトの像が飾られたベネディクトアーチである。三十年戦争後に新たに建設された修道院の建物も保存されている。近くには、17世紀に創られたローラント像と見なされているが、おそらくカール大帝を象った像がある。
1247年に建設された聖ニコライ教会も重要である。この教会は初期ゴシック様式で建設されている。南の入り口は、後期ロマネスク様式の傑作である。内部には、重要な芸術作品であるピエタ像が見られる。
オーバーマルスベルクの歴史的市庁舎は、元々13世紀に建設され、三十年戦争後に建て直された。この建物の前には古い刑罰用のさらし台がある。ブッテン塔を含む古い環状壁の跡も見所である。
この他の特筆すべき建物には以下のものがある:
- ビルシュタイン塔

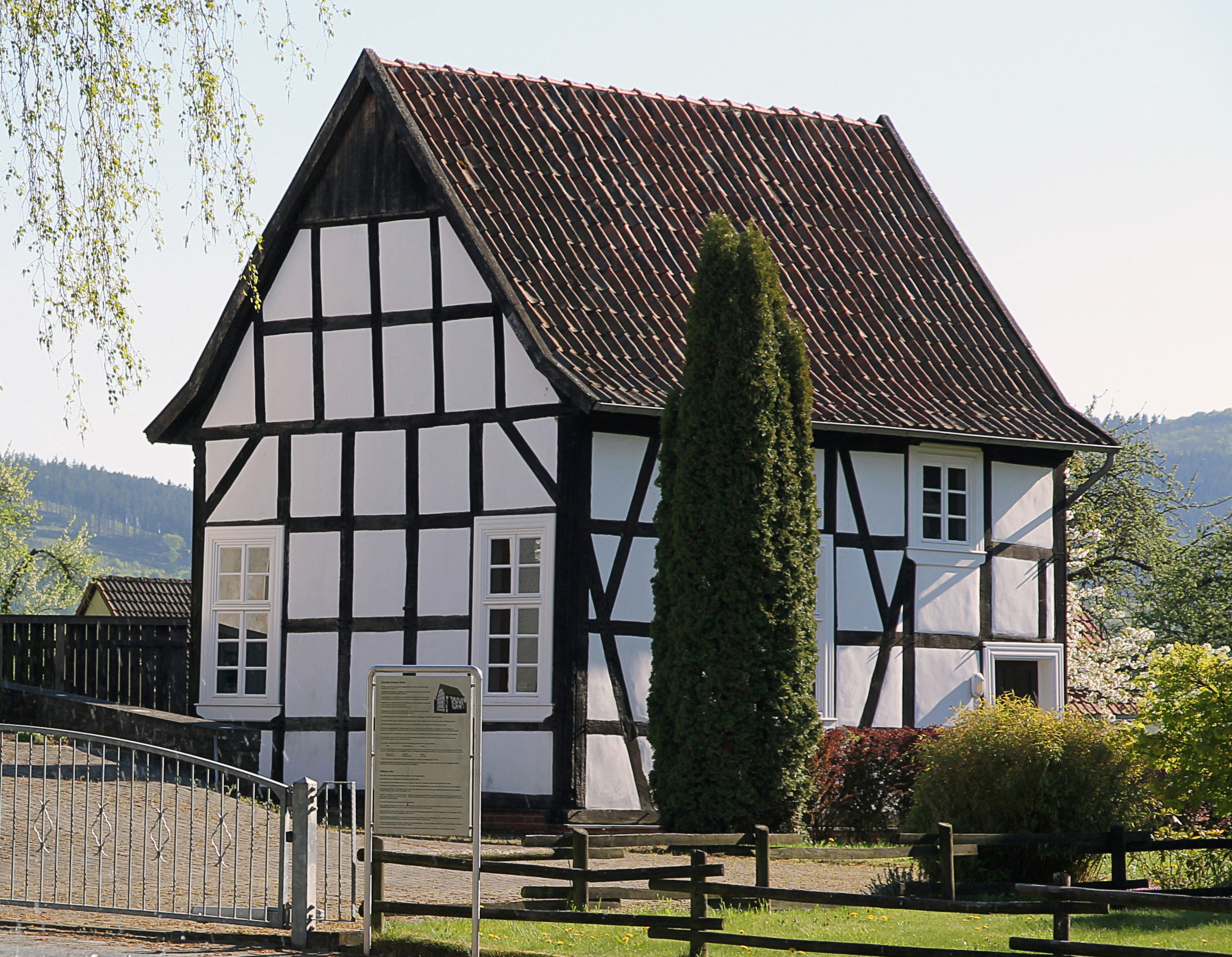
パドベルクの旧シナゴーグ

- キルヒ広場に面したカトリックの聖マグヌス教会。この教区は1036年から1047年に設けられ、1176年にオーバーマルスベルクに編入された。3面を閉鎖された内陣を持つネオゴシック様式のハレンキルヒェは、1853年から1856年にアルンスベルクの建築家 F. W. クローネンブルクが起草し、ベルリンのアウグスト・ゾラーが改訂した設計に基づき、建設された。西塔が組み込まれ、尖塔型の屋根を戴いている。長堂の西と東の端は階段破風で装飾されている。広く、光が差し込む内部は、八角形の柱による交差ヴォールトで構成されている。装飾には、16世紀の木製のキリスト十字架像や、1753年にパーペ工房のハインリヒ・ビッゲンが完成させたアンテペンディウムがある[44]。
- パドベルクのシナゴーグ
- オーバーマルスベルクのユダヤ人墓地
- ブレーデラー修道院
- カンシュタイン城
- パドベルクのマグダラの聖マリア教会
- 青少年精神医学のための聖ヨハネス・シュティフト
- 精神医学と精神治療のためのヴェストフェリシェ・クリニークは、ヴェストファーレン初の進歩的・医学的原則に基づき運営されている精神病患者のための州立病院である。1744年に創建され1812年に廃止されたカプチン会修道院の建物に設けられた。広い施設は、3階建て漆喰塗りの本館が支配している。このバロック建築は H-型の平面図を持ち、寄せ棟屋根を戴いている。この施設は1832年から1835年まで三翼式の建築アンサンブルとして建設され、1864年から1869年にシンメトリーな配置に改築された。4階建ての事務棟は1869年に北翼に設けられ、大広間を有している。施設内教会は、1872年にネオゴシック様式で建設された[45]。

- 修道院教会のオルガン
- ベネディクト・アーチ
- 聖ニコライ礼拝堂
- 聖ニコライ礼拝堂のピエタ像
- ブッテン塔
- ビルシュタイン塔
- 聖マグヌス教会
- オーバーマルスベルクのユダヤ人墓地
- ブレーデラー修道院
- カンシュタイン城
- パドベルクのマグダラの聖マリア教会
- 聖ヨハネス・シュティフト・マルスベルク

### 自然文化財と自然保護区

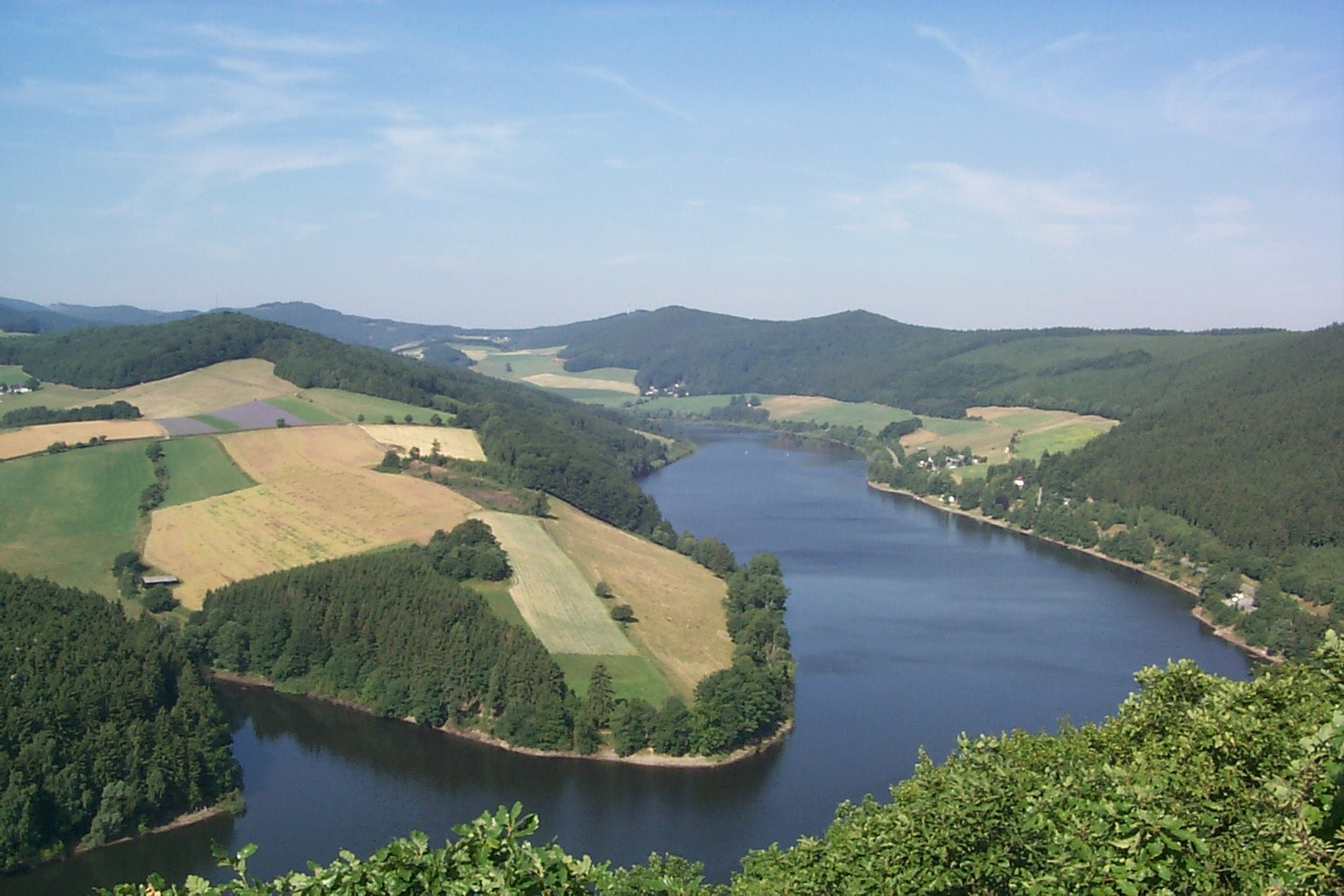
ディーメル湖

ウードルフ近郊のグロッケングルント自然保護区は、古い林業経営形態の一例である。また、多くの動植物に生育する空間を提供している。ノルトライン＝ヴェストファーレン州とノルトライン＝ヴェストファーレン協会は景観保護のために約 80 ヘクタールの土地を購入した。自然保護区は、ホーホザウアーラント郡自然・鳥類保護協会 (VNV) によって管理されている。
この他特筆すべきものに以下がある:
- ディーメル湖
- ブライクーレン（メールホーフとブランケンローデとの間）
- ヘーリング、石灰岩の洞窟（アロルザー通り沿い）

### マルスベルク周辺の廃村
マルスベルク周辺には廃村となった村が多くあった。この地は水があり、土壌は充分に肥沃であったため、中世、この周辺には数多くの小村落や集落が不規則に点在していた。これらは中世の大きな廃村の潮流の犠牲となった。そのすべてが現代的な意味での集落であったとは言えず、独立した農場も含まれている。そのプロセスは、おそらく密やかでゆっくりとしたできごとであった。これらは1300年頃に建設され、中世後期に最盛期を迎えた。1200年以前に建設された集落の約 70 % が放棄された。集落の放棄の理由に関して様々な学説が提唱されている。たとえばマルスベルク市の誘引力が考えられる。農民や小作人は街で、よりよい収入と安全な生活を求めた。市壁の外では、農民は度重なるフェーデで略奪され、放火の脅迫を受けた。他の理由としては、ペストの流行や、堅牢な都市で護られたいという欲求が挙げられる。衰退した集落の数は少なくなく、地域にバラバラに散在しており、農業利用が可能であった。こうした廃村のいくつかには近代になって新たに定住がなされているところもある。

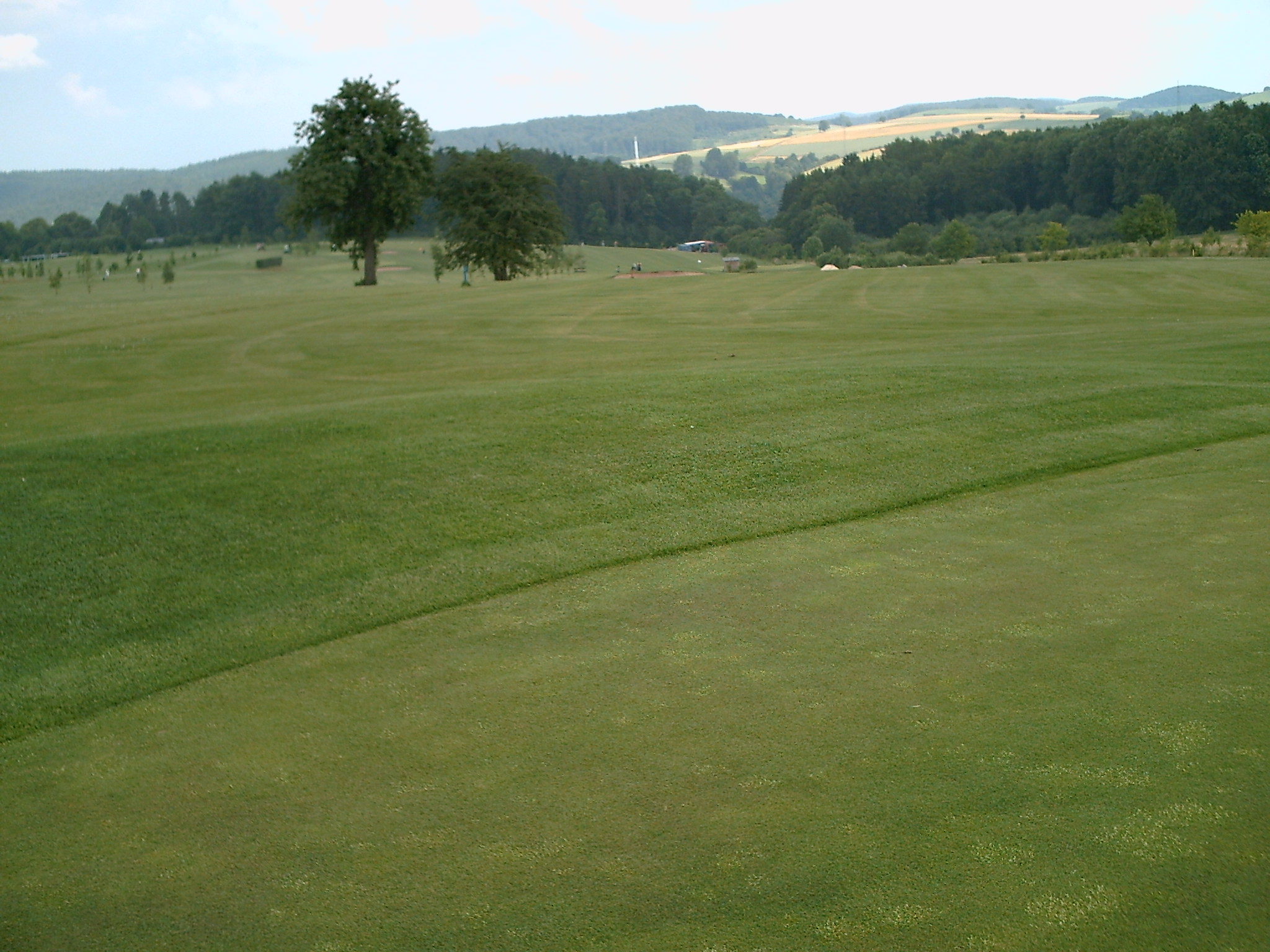
ヴェストハイムのゴルフ場

### スポーツ
本市には、3層の体育館1つ、サッカーグラウンド3面（2面は芝生、1面は人工芝）および、各地区にクレー、芝生、人工芝のグラウンドがある。さらに、屋内プール、テニスコート、バドミントンおよびテニス・センター、乗馬場、アーチェリー場、トーナメントができるダブル＝ミニゴルフ場がある。またヴェストハイム地区には9ホールのゴルフ場がある。本市は、エッゲ山地協会の主要散策路であるエッゲヴェークの終点である。

### 年中行事
ほとんどすべての各地区における大きな祭が射撃祭である。マルスベルク市の市射撃祭は、毎年1回、主催者を交替して開催される。10月には万聖市が開催される。2年ごとに経済メッセが開かれる。ベーリングハウゼン、オーバーマルスベルク、エルリングハウゼン、ギールスハーゲン、エッセントー、メールホーフでは毎年謝肉祭のパレードが開催され、多くの観客が訪れる。

## 経済と社会資本

### 経済史

#### 中世から近世
本市の経済的ならびに全般的発展にとって核心的に重要であったのが鉱山と金属加工業であった。スラグの痕跡は、8世紀にはすでに現在のマルスベルク市の市域で銅の採掘と精錬が行われていたことを示している。ブレーデラー修道院は、早くも中世には鉱山業の中心となっていた。ギールスハーゲンは鉄鉱山を利用するために修道院の村として建設された。中世後期になると、マルスベルクの商人は交易に従事し、市はハンザ同盟に加わった。主な輸出品はマルスベルクの甲冑職人の製品であった。その基盤は近郊の鉄生産であった。
16世紀頃には、鉄採掘と加工が、銅生産よりも重要になった。マルスベルク地域では16世紀には銑鉄の他に、火砲、大砲の弾、オーブン、暖炉の板なども製造されていた。1612年頃ディーメル川とグリンデ川沿いのマルスベルク近郊に6件の精錬所があった。商取引はオランダにまで及んだ。アムステルダムの商人は1618年に、鋳物、特に兵器の製造に対する選帝侯の特許状を手に入れた。販売はヴェーザー川を介して行われた。三十年戦争の経過に伴いヴェーザー川が封鎖されたため、この契約は終了した。ヴェストファーレン公領での鉱山業の衰退は17世紀半ばに起こった。これに対してマルスベルク周辺の鉱山業は比較的よく持ちこたえた。さらに鉱山業はオランダの産業スパイの標的にされた。中世後期に閉山されていたマルスベルクやその周辺の銅鉱山がこの時代に再開された。ギールスハーゲン、レーゼンベック、メッシングハウゼンの住民たちはブレーデラー修道院の鉄採掘坑に職を見つけた。このためブレーデラーとマルスベルクの精錬所やベーリングハウゼンの鍛造所の生産量は増加し、鉄鉱石採掘者の住宅が建設された。このためヴァルデックやディル地域からの原料も使わなければならなくなった。
マルスベルクの修道院長補佐領で行われていたホップの栽培は、ビール醸造の基盤として重要であった。水車の営業も重要であった。マルスベルク市は多くの水車を備えた「ミューレンタール」（直訳すると「水車谷」）を管理していた。このシステムは早くも12世紀にできていた。

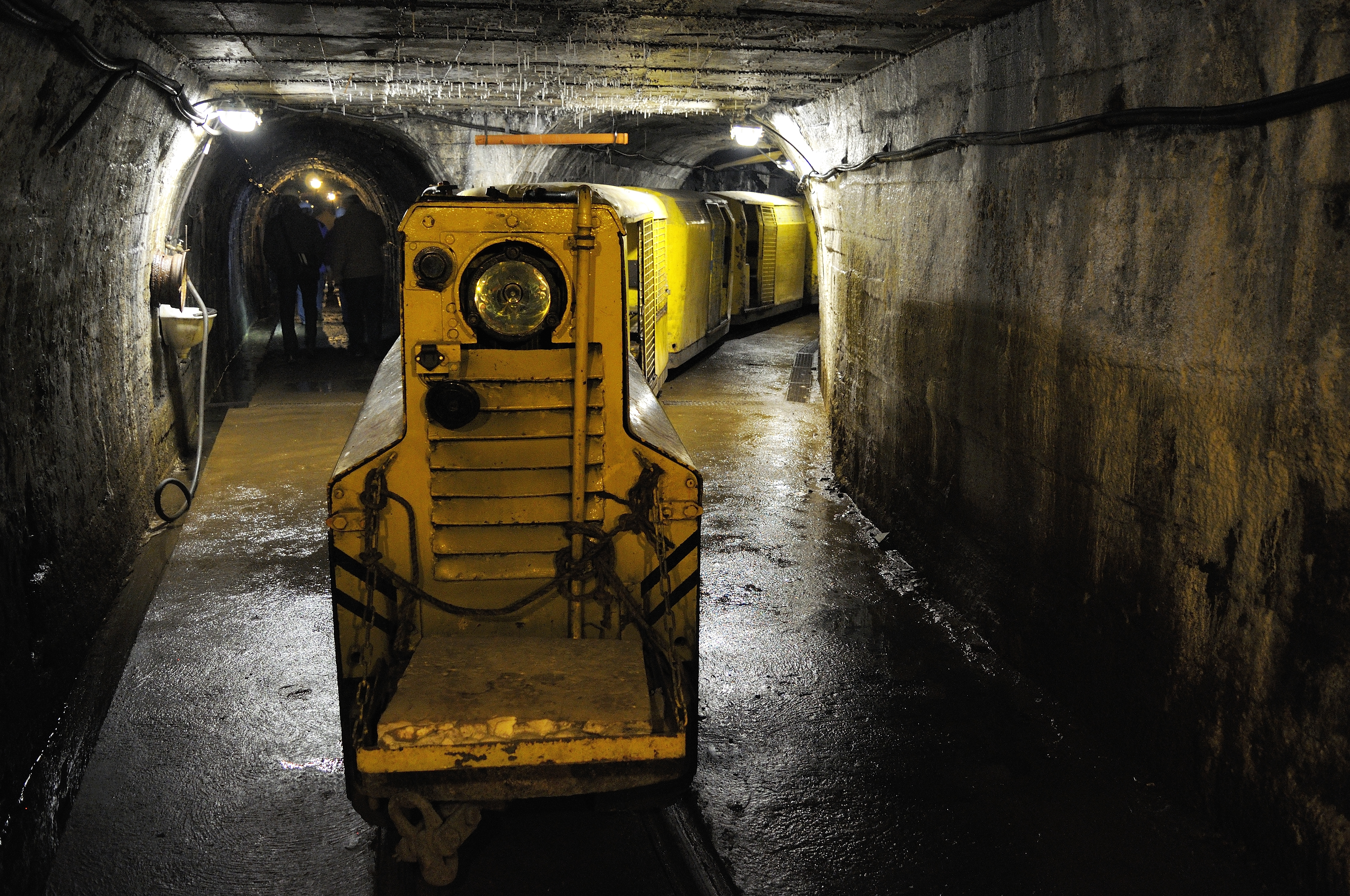
見学鉱山 キリアン坑

#### 19/20世紀
伝統的な鉱山業は、19世紀になると新たな工業発展に歩調を合わせる必要があった。さらに、新たな産業分野として製紙業やガラス製造業が興った。ヘーマーの企業であるエビングハウゼン、ウルリヒ & Co. がニーダーマルスベルクの1830年代に閉鎖された鍛造所跡に近代的な製紙工場を設立した。この工場は1856年には170人を雇用し、年間売上高は10万ターラーに達した。後にこの工場は専門化し、第一次世界大戦前には北西ドイツにおける高級便箋製造のリーディングカンパニーとなった。
マルスベルクは、ラムスベックとともに非鉄重金属採掘の中心地である。古くから存在するシュタットベルガー共同鉱山会社は1872年に株式会社に改編された。この会社はこの時点で、周辺のすべての銅坑を管理していた。産出量は1870年頃が最低で、その後再び増産に転じた。鉱石の採掘量は1870年には2万トンであったが、早くも1880年には 4万2千トンまで増加した。銅の生産量は1890年には 735トンとなった。やがて地表近くの鉱石を採掘し尽くしたため、深く掘り進む必要が生じた。この会社は200人以上の坑夫と300人以上の精錬所労働者を雇用し、マルスベルク地方で最大の企業になった。
さらにマルスベルク周辺地域では、特に鉄道建設によって1880年までに鉄採掘分野の躍進がもたらされた。その結果、景気や構造上の理由から鉱石採掘量は劇的に減少した。重要な坑道が1897年に初めて閉鎖され、その後数年間に他の坑道もこれに続いた。
第一次世界大戦後、銅産業の重要性も徐々に低下していた。初めは原石採掘が閉鎖され、その後世界恐慌までに精錬も停止した。国家社会主義時代の自給自足の努力に伴ってマルスベルクの銅鉱業が再開された。しかし第二次世界大戦終結後、最終的に廃止された。含有量の低い鉱石から銅を得るために、塩を添加し比較的低い温度による特別な焙焼法が用いられた。この結果生じた赤い粥状の物質（マールスベルガー・キーゼルロート）は戦後に研究がなされ、スポーツグラウンドのコーティングに転用されたが、1991年までに極度に高いジオキシンTEQ値を含有しており、毒性を有していることが判明した。

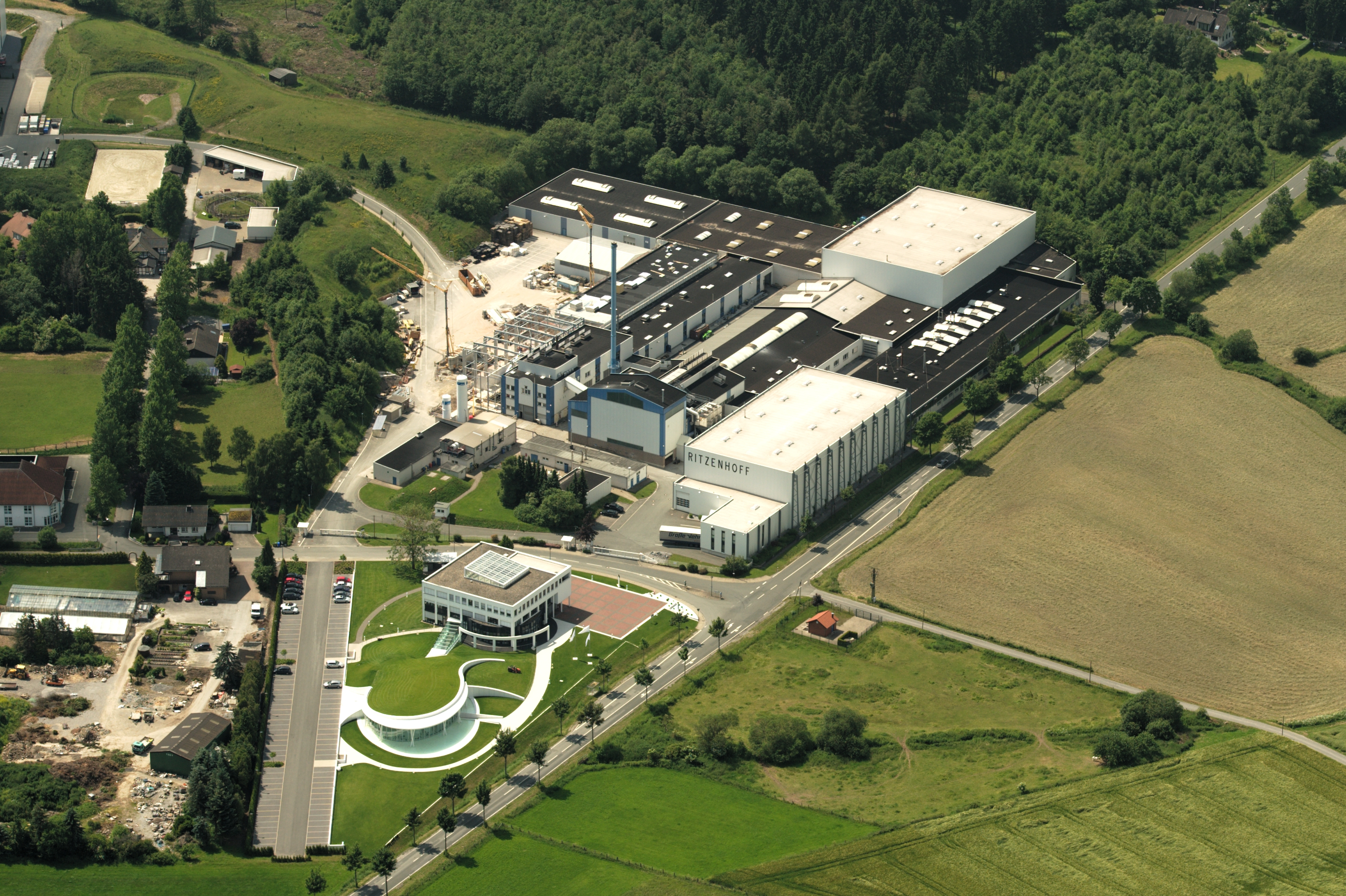
リッツェンホフ・ガラス工場

#### 現在の経済構造
鉱業の衰退後、現在の製造業はおもに中小企業からなっている。重要なのは、ガラス産業、金属工業、紡績業、合成樹脂工業、製紙業、木工業である。重要度を増しているのは最も広い意味での第三次産業である。マルスベルクには、精神医療のLWL-クリニーク・マルスベルクがある。これはこの街最大の雇用主である。観光業も重要である。6,455人の社会保険支払い義務のある労働者の内、2,467人が製造業に従事している。商業・観光業・運輸業・流通業には 1,025人、その他のサービス業には2,915人が従事している（2015年）。全国的に有名な企業としては、リッツェンホフ・ガラス工場 AG、ヴェパ製紙工場、ブルワリー・ヴェストハイムがある。

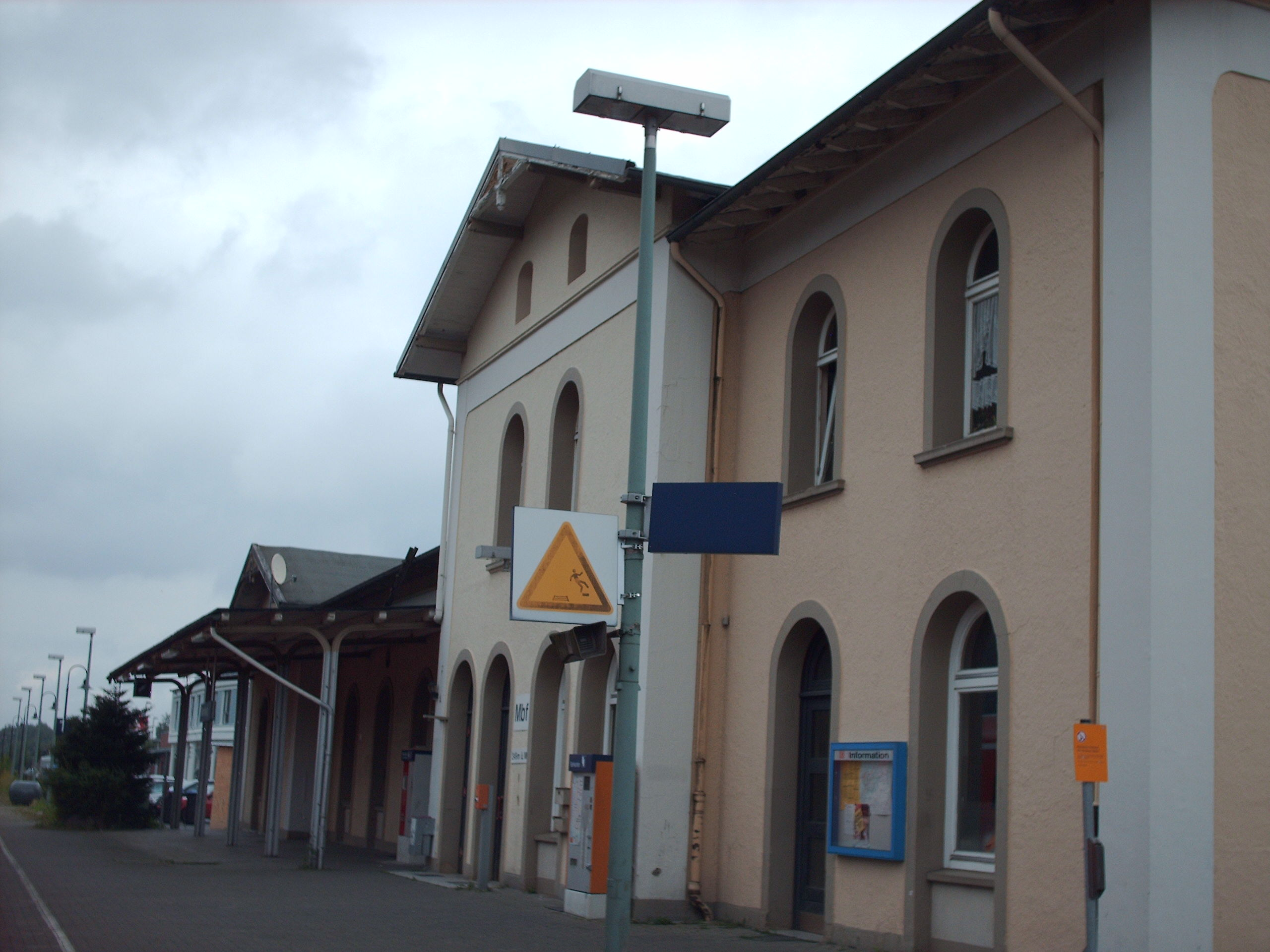
マルスベルク駅

### 交通
マルスベルクは、東はポーランドとの国境から、西はオランダとの国境までドイツを横断する連邦道 B7号線沿いに位置している。マルスベルクへは、アウトバーン A44号線のインターチェンジ No. 63（マルスベルク・インターチェンジ）を利用してもアクセス可能である。
シュヴェールテからヴァールブルクへのオーベーレ・ルールタール鉄道には、ブレーデラー、マルスベルク、ヴェストハイムに駅がある。この他にベーリングハウゼンにも停車場がある。
長距離バス会社 MFB マイン長距離バスは、マルスベルクからベルリン行きなどの路線バスを運行している。

### メディア
- ラジオ・ザウアーラント (94.8 MHz)

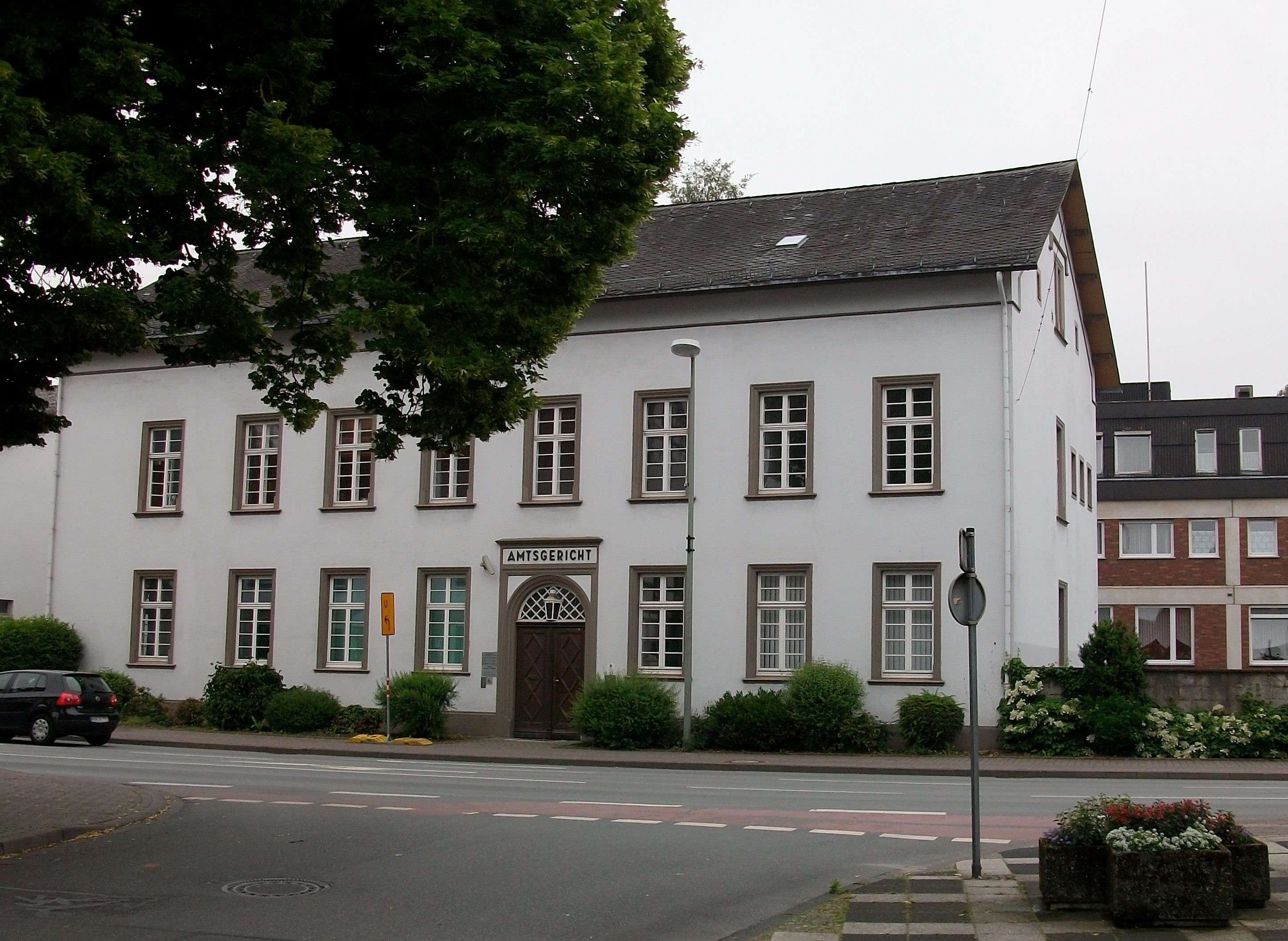
マルスベルク区裁判所

- ディーメルボーテ
- ヴェストファーレンポスト
- ザウアーラント・クリール

### 公共機関
本市は、マルスベルク区裁判所の所在地である。

### 教育
- 基礎課程学校
  - シューレ・アム・ブルクホーフ、ニーダーマルスベルク
  - 市立基礎課程学校　エッゲ＝ディーメル・ヴェストハイム
  - 市立基礎課程学校　ギールスハーゲン
- 上級学校
  - マルスベルク本課程学校
  - マルスベルク実科学校
  - カロルス＝マグヌス＝ギムナジウム（市立マルスベルク・ギムナジウム）
- 養護学校
  - ケルシェンシュタイナー・シューレ
  - シューレ・アム・ボムベルク - クリニーク・マルスベルクのLWL-シューレ

## 人物

### 出身者
- フェルディナント・アウグスト・フォン・シュピーゲル（ドイツ語版、英語版）（1764年 - 1835年）ケルン大司教（在位: 1824年 - 1835年）
- フーゴ・フォン・リトゲン（1811年 - 1889年）建築家、ギーセン大学教授
- ヘルマン・ケーラー（ドイツ語版、英語版）（1950年 - ）陸上競技選手
- ハンス＝ヨアヒム・ヴァツケ（ドイツ語版、英語版）（1959年 - ）企業家、ボルシア・ドルトムント CEO
- ペーター・ローマイヤー（ドイツ語版、英語版）（1962年 - ）俳優

## 関連資料

### 書籍
- Hagemann, Ludwig (1937). Aus der Geschichte der katholischen Pfarrgemeinden Marsbergs (2 ed.)
- Cramer, Hugo (1955). Der Landkreis Brilon im Zweiten Weltkriege 1939 - 1945. ASIN B0000BGUHU
- Heinrich Klüppel and Hubert Schmidt, ed (1972). Beiträge zur Geschichte Marsbergs von Pater Rupert Stadelmaier. Niedermarsberg
- Decker, Rainer (1978). “Die Hexenverfolgungen im Hochstift Paderborn”. Westfälische Zeitschrift, Zeitschrift für vaterländische Geschichte und Altertumskunde (Münster: Regensberg Verlag) 128.
- Stoob, Heinz (1981). “Die Stadt Marsberg bis zum Spätmittelalter”. Köln, Westfalen 1180 – 1980. Landesgeschichte zwischen Rhein und Weser. 1. Münster. pp. 233-236
- Statistisches Bundesamt, ed (1983). Historisches Gemeindeverzeichnis für die Bundesrepublik Deutschland. Namens-, Grenz- und Schlüsselnummernänderungen bei Gemeinden, Kreisen und Regierungsbezirken vom 27.5.1970 bis 31.12.1982. Stuttgart, Mainz: Kohlhammer. ISBN 978-3-17-003263-7
- Brökel, Gerhard (1984). Kath. Kirchengemeinde St. Vitus Erlinghausen. ed. Erlinghausen. Eine Dorfgeschichte. Münsterschwarzach: Benedict-Press. ASIN B00CIRKZQC
- Belke, Eduard; Bruns, Alfred; Müller, Helmut (1986). Kommunale Wappen des Herzogtums Westfalen. Arnsberg. Arnsberg: Strobel. p. 56. ISBN 978-3-87793-017-5
- Berent Schwineköper, ed (1987). Handbuch der historischen Stätten Deutschlands. Stuttgart: Alfred Kröner Verlag. ISBN 978-3-520-31402-4
- Bödger, Johannes (1994). “Die Elementarschulen der Israeliten in Niedermarsberg”. Jüdisches Leben im Sauerland. Fredeburg
- Hees, Peter (1994). “Die ehemalige neue Synagoge der Judenschaft”. Jüdisches Leben im Sauerland. Fredeburg
- Marsberger Heimatbund, ed (2000). Marsberg, Horhusen. Stadtgeschichte aus 11 Jahrhunderten. Marsberg: Schulte. ISBN 978-3-9806428-4-2
- Hahnwald, Jens (2001). “Schwarze Brüder in rotem Unterzeug … Arbeiter und Arbeiterbewegung in den Kreisen Arnsberg, Brilon und Meschede”. In Karl Peter Ellerbrock and Tanja Bessler-Worbs. Wirtschaft und Gesellschaft im südöstlichen Westfalen: Die IHK zu Arnsberg und ihr Wirtschaftsraum im 19. und 20. Jahrhundert. Dortmund: Ges. für Westfälische Wirtschaftsgeschichte. ISBN 978-3-87023-192-7
- Gorißen, Stefan (2001). “Ein vergessenes Revier. Eisenerzbergbau und Eisenhüttenwesen im Herzogtum Westfalen im 18. Jahrhundert”. In Karl Peter Ellerbrock, Tanja Bessler-Worbs. Wirtschaft und Gesellschaft im südöstlichen Westfalen. Gesellschaft für Westfälische Wirtschaftsgeschichte. Dortmund: Ges. für Westfälische Wirtschaftsgeschichte. ISBN 978-3-925227-42-4
- Walter, Bernd (2001). “Die NS-„Kinder-Euthanasie“-Aktion in der Provinz Westfalen”. Praxis der Kinderpsychologie und Kinderpsychiatrie (Göttingen: Vandenhoeck & Ruprecht):  222, 215. ISSN 0032-7034.
- Reininghaus, Wilfried; Korte, Wilfried (2001). “Gewerbe und Handel in den Kreisen Arnsberg, Meschede, Brilon, Soest und Lippstadt (1800–1914)”. In Karl Peter Ellerbrock, Tanja Bessler-Worbs. Wirtschaft und Gesellschaft im südöstlichen Westfalen. Dortmund: Gesellschaft für Westfälische Wirtschaftsgeschichte. ISBN 978-3-925227-42-4
- Farrenschon, Jochen; Oesterreich, Béatrice; Blumenstein, Sven; Holzinger, Michael (2008). Geologische Karte von Nordrhein-Westfalen, 1:25.000, Blatt 4519 Marsberg. Krefeld
- Kneppe, Cornelia (2009). “Burgen und Städte als Kristallisationspunkte von Herrschaft zwischen 1100 und 1300”. In Harm Klueting. Das Herzogtum Westfalen. Bd.1: Das kölnische Herzogtum Westfalen von den Anfängen der Kölner Herrschaft im südlichen Westfalen bis zur Säkularisation 1803. Münster: Aschendorff. ISBN 978-3-402-12827-5
- Gawlich, Tanja (2009). “Der Hexenkommissar Heinrich von Schultheiß und die Hexenverfolgungen im Herzogtum Westfalen”. In Harm Klueting. Das Herzogtum Westfalen. Bd.1: Das kölnische Herzogtum Westfalen von den Anfängen der Kölner Herrschaft im südlichen Westfalen bis zur Säkularisation 1803. Münster: Aschendorff. ISBN 978-3-402-12827-5
- Foken, Jens (2009). “Erstarrtes Mittelalter. Die Städte und Freiheiten des Herzogtums Westfalen in der Frühen Neuzeit”. In Harm Klueting. Das Herzogtum Westfalen. Bd.1: Das kölnische Herzogtum Westfalen von den Anfängen der Kölner Herrschaft im südlichen Westfalen bis zur Säkularisation 1803. Münster: Aschendorff. ISBN 978-3-402-12827-5
- Foken, Jens (2009). “Erstarrtes Mittelalter. Die Städte und Freiheiten des Herzogtums Westfalen in der Frühen Neuzeit”. In Harm Klueting. Erstarrtes Mittelalter. Die Städte und Freiheiten des Herzogtums Westfalen in der Frühen Neuzeit. Bd.1: Das kölnische Herzogtum Westfalen von den Anfängen der Kölner Herrschaft im südlichen Westfalen bis zur Säkularisation 1803. Münster: Aschendorff. ISBN 978-3-402-12827-5
- Reininghaus, Wilfried (2009). “Erstarrtes Mittelalter. Die Städte und Freiheiten des Herzogtums Westfalen in der Frühen Neuzeit”. In Harm Klueting. Salinen, Berg- und Hüttenwerke, Gewerbe und Handel im Herzogtum Westfalen. Bd.1: Das kölnische Herzogtum Westfalen von den Anfängen der Kölner Herrschaft im südlichen Westfalen bis zur Säkularisation 1803. Münster: Aschendorff. ISBN 978-3-402-12827-5
- Deiho, Georg (2011). Handbuch der deutschen Kunstdenkmäler. Nordrhein-Westfalen II Westfalen. Berlin / München: Deutscher Kunstverlag. ISBN 978-3-422-03114-2
- Stephan, Hans-Georg (2013). “Marsberg-Horhusen. Eine bedeutende frühe Bergbauregion am Ostrand des Rheinischen Schiefergebirges: Modell und Sonderfall”. In Yves Hoffmann, Uwe Richter. Die Frühgeschichte Freibergs im überregionalen Vergleich. Städtische Frühgeschichte – Bergbau – früher Hausbau. Halle/Saale: Mitteldeutscher Verlag. pp. 243-294. ISBN 978-3-95462-132-3

これらの文献は、翻訳元であるドイツ語版の参考文献として挙げられていたものであり、日本語版作成に際し直接参照してはおりません。

### ウェブ
- Alexander von Elverfeldt (2006年). “Vom schändlichen Laster der Zauberey” (PDF). 2018年2月12日閲覧。
- “Kommunalprofil Marsberg, Stadt” (PDF).   Information und Technik Nordrhein-Westfalen (IT.NRW) (2017年5月31日). 2018年2月9日閲覧。
- “Hauptsatzung der Stadt Marsberg” (PDF).   Stadt Marsberg (2017年9月18日). 2018年2月10日閲覧。

### 訳注
1. ↑  カルスト地形の地表から地下に通じる水の吸込み口となる穴
2. ↑  ドイツ語: Stolpersteine、国家社会主義の犠牲者名を刻み、そのゆかりの場所に埋設したプレート